# Grammatica latina
La lingua latina deriva dall'antica lingua protoindoeuropea, pur presentando caratteristiche simili a molti altri idiomi. Essa ha subito notevoli mutamenti morfologici e fonetici che ne hanno modellato la forma nel corso dei secoli. Viene definita "morta", poiché non è più in uso.
Pur essendo ormai una lingua estinta, il latino (che rimane lingua ufficiale del Vaticano) costituisce ancora oggi oggetto di studio in gran parte del mondo, tra cui l'Italia, dov'è materia di insegnamento a livello scolastico (liceo classico, scientifico, delle scienze umane e linguistico) e universitario per determinate facoltà.
Questa lingua presenta una grammatica più complessa rispetto alle lingue romanze moderne: il latino classico ha cinque declinazioni e sei casi  (nominativo, genitivo, dativo, accusativo, vocativo e ablativo; nel latino arcaico era presente anche il caso locativo), tre generi (maschile, femminile e neutro; a volte è elencato anche un quarto genere detto comune, per nomi che hanno la stessa forma sia al maschile che al femminile), quattro coniugazioni verbali, sei tempi e due diatesi (attiva e passiva).

## Sistema di scrittura
L'alfabeto latino, che deriva dalle versioni etrusche dell'alfabeto greco, è composto da 24 lettere.
A B C D E F G H I (J) K L M N O P Q R S T (U) V X Y Z
Sono da farsi alcune osservazioni sulle lettere:
- L'alfabeto originario come è conservato nelle epigrafi non conosceva una distinzione tra lettere maiuscole e minuscole. Esisteva già nel I secolo a.C. una grafia corsiva, da cui si sviluppò nella tarda antichità la semionciale, che già presentava lettere abbastanza simili alle odierne minuscole. Dalla semionciale si sviluppò, in epoca carolingia, la scrittura carolina, che può essere considerata la prima vera minuscola non corsiva usata per l'alfabeto latino. A ogni modo, bisogna tener presente che vanno maiuscoli, oltre a tutti i nomi propri di persona, animale, divinità, luogo ecc. anche i nomi di popolo (es. Romani, Helvetii, Graeci) coi relativi aggettivi, quelli dei giorni del calendario (Kalendae, Iduus, Nonae) e dei mesi (Ianuarius, Februarius ecc.), ma rimangono minuscoli i verbi dai nomi propri derivati (graecissare).
- i grafemi U e v furono introdotti nel Cinquecento dall'umanista francese Pietro Ramo (si chiamano infatti lettere ramiste) per distinguere i fonemi /u/ e /w/ dal fonema /v/: nel latino classico esistevano solo i fonemi /u/ e /w/; il fonema /v/, evolutosi più tardi da /w/, non aveva un suo grafema e veniva scritto V (minuscolo u), come il fonema /w/ da cui deriva;
- La lettera J fu introdotta durante il Medioevo, inizialmente come pura variante grafica per la I in fine di parola, poi per indicare il valore semiconsonantico di I (/j/, come in aiuto); ebbe meno fortuna dello sdoppiamento di v e u, tant'è vero che nelle edizioni di testi letterari latini arcaici, classici o tardi (non medievali) non è quasi mai usata la lettera j, mentre la u consonante è segnata con v;
- le lettere Y e Z sono mutuate dal greco.

### Pronuncia moderna
Esistono varie tradizioni di pronuncia del latino. Le principali sono la pronuncia restituta e quella ecclesiastica. La prima cerca di avvicinarsi alla pronuncia del latino classico, la seconda invece, maggioritaria nel volgo della Penisola già in età tardo-antica, è stata trasmessa ininterrottamente dalla Chiesa di Roma e diffusa in tutta l'Europa di rito latino almeno fino alla Riforma protestante. Attualmente la pronuncia ecclesiastica, oltre ad essere la pronuncia ufficiale della Chiesa cattolica, è anche quella preferita dai manuali di latino in Italia, mentre negli altri Paesi europei si preferisce spesso adottare la pronuncia restituta. Sono diffuse altresì, almeno in Francia, Germania e Regno Unito, pronunce nazionali originatesi in età moderna a seguito della separazione delle Chiese e delle politiche centraliste degli stati nazionali. In queste pronunce il latino viene letto secondo le regole fonetiche ed ortografiche delle lingue nazionali rispettive. Qui di seguito la tabella riassuntiva delle pronunce delle lettere e dei digrammi secondo le due principali tradizioni di lettura.
|    | P. restituta   | P. ecclesiastica     |
| A  | /a/, /aː/      | /a/, /aː/            |
| B  | /b/            | /b/                  |
| C  | /k/            | /k/, /ʧ/             |
| D  | /d/            | /d/                  |
| E  | /ε/, /eː/      | /e/, /ε/, /eː/, /εː/ |
| F  | /f/            | /f/                  |
| G  | /ɡ/            | /ɡ/, /ʤ/             |
| H  | /h/            | muta                 |
| I  | /i/, /iː/, /j/ | /i/, /iː/, /j/       |
| K  | /k/            | /k/                  |
| L  | /l/            | /l/                  |
| M  | /m/            | /m/                  |
| N  | /n/, [ɱ], /ŋ/  | /n/, [ɱ], [ŋ]        |
| O  | /ɔ/, /oː/      | /o/, /ɔ/, /oː/, /ɔː/ |
| P  | /p/            | /p/                  |
| Q  | /kʷ/           | /kw/                 |
| R  | /r/            | /r/                  |
| S  | /s/            | /s/, /z/             |
| T  | /t/            | /t/                  |
| V  | /u/, /uː/, /w/ | /u/, /uː/, /w/, /v/  |
| X  | /ks/           | /ks/                 |
| Y  | /y/, /yː/      | /i/                  |
| Z  | /ʣ/            | /ʣ/                  |
| AE | /aɛ̯/           | /eː/, /εː/           |
| OE | /ɔɛ̯/           | /eː/, /εː/           |
| AU | /aw/           | /aw/                 |
| CH | /kh/           | /k/                  |
| TH | /th/           | /t/                  |
| PH | /ph/ /ɸ/ (/f/) | /f/                  |
| GN | /ɡn/           | /ɲ/                  |

Alcune precisazioni vanno fatte per le consonanti:
- h si pronuncia con una leggera aspirazione (era essa infatti la deformazione della lettera fenicia indicante l'aspirazione), che viene generalmente omessa nel latino ecclesiastico;
- c e g in origine indicavano sempre rispettivamente i suoni velari /k/ (l'italiano casa) e /ɡ/ (gatto), poi nel latino ecclesiastico andarono ad indicare rispettivamente sia /k/ e /ɡ/ sia /ʧ/ (cera) e /ʤ/ (gelo), nei casi previsti anche dall'ortografia italiana, cioè davanti alle lettere e ed i (pronunciata sempre, anche se consonantizzata: dulcia si leggerà /ˈdʊlkia/ in classico e /ˈdulʧja/ in ecclesiastico, ma non /ˈdulʧa/), oltre che davanti ai dittonghi oe ed ae (vedi poi);
- s in latino classico era sempre /s/, sorda (come nell'italiano sole), poi cominciò, in posizione intervocalica, a mutarsi in /z/, sonora (come l'italiano rosa), pur mantenendo il suo suono originario ad inizio parola e vicino ad altre consonanti (rosa: class. /ˈrɔsa/, eccl. /ˈrɔza/; sol: /soːɫ/ in restituta, /sɔl/ (o /sol/) in ecclesiastica);
- i digrammi ph, th e ch derivano dalla traslitterazione delle lettere aspirate greche, probabilmente pronunciate come occlusiva seguita da aspirazione; il primo, forse originariamente pronunciato /ph/, poi /ɸ/ (una specie di p "soffiata"), divenne col tempo /f/ (philosophĭa, in classica /phɪlɔˈsɔphɪa/ oppure /ɸɪlɔˈsɔɸɪa/, in ecclesiastica /filɔˈzɔfja/); il secondo era letto /th/ (come la t iniziale in inglese o tedesco), poi passato alla semplice /t/ (Thule: class. /ˈthuːleː/, eccl. /ˈtule/); il terzo era invece pronunciato /kh/ (come k iniziale in tedesco o inglese), per poi passare semplicemente a /k/ (Christus: class. /ˈkhrɪstʊs/, eccl. /ˈkristus/).
- ti seguito da vocale si pronunciava /ti/ in epoca classica, poi passò a /tj/ e poi ancora a /ʦj/ (come l'italiano dizione; ratio: class. /ˈratioː/, eccl. /ˈratʦjo/); il ti comunque si pronuncia normalmente quando la i è lunga (vedi poi);
- gn, pronunciato /ɡn/ in epoca postclassica, divenne poi /ɲ/ (cioè come l'italiano gnomo; gnosco: class. /ˈ(ɡ)noːskoː/, eccl. /ˈɲɔsko/);
- gl è sempre pronunciato /ɡl/, come l'italiano glicine, glassa.

Per quanto riguarda le vocali, in latino sono 5 (a, e, i, o, u) più la y usata per le parole greche (pronunciata /y/, cioè come la u francese o norditalica, o come semplice /i/). Il latino distingue tra vocali brevi (contrassegnate dal segno ˘ sovrascritto, esempio: rosă), lunghe (segno ¯, esempio: Romanī) e ancipiti o bifronti, cioè brevi o lunghe a seconda della necessità, (segno _̌, esempio mihi). Le vocali lunghe hanno una durata quasi doppia delle brevi.
Le semivocali, invece, sono tre:
- /j/ (come iena) nel latino classico veniva usato per pronunciare le "i" ad inizio parola seguite da vocale oppure quelle intervocaliche (ius /jus/, Gaius /ˈɡajːus/); nel latino ecclesiastico spesso si utilizza la lettera j per questo fonema se ad inizio parola (Iulius divenne Julius) oppure si mantiene il grafema i; inoltre nell'ecclesiastico il fonema /j/ viene usato anche per pronunciare le i seguite da vocale ma precedute da consonante, che nel classico erano invece probabilmente pronunciate come /i/ vocaliche (orior, class. /ˈɔrɪɔr/, eccl. /ˈɔrjor/);
- /w/ era molto frequente nel latino classico, ma man mano, ad inizio parola o intervocalico, mutò in /v/, tanto che si decise di distinguere la lettera v dalla u, un tempo usate indifferentemente (inizialmente V, u; poi V, v e U, u);
- la e semivocale dei dittonghi ae ed oe

I dittonghi sono sempre lunghi.

i dittonghi /j/ + vocale si trovano frequentemente (iam, /ˈjam/); quelli vocale + /j/ nel passaggio dal latino arcaico a quello classico scomparvero: gli arcaici ai (/aj/) ed oi (/oj/) passarono infatti nei classici ae ed oe, mentre quelli residui (ei, ui) non vengono solitamente considerati dittonghi se non nel latino ecclesiastico (class. /ei/, /ui/, eccl. /ej/, /uj/) o in alcune parole derivate dal greco; yi, derivato dal greco, è dittongo nel classico (/yj/), ma non nell'ecclesiastico, dove rimane come /i/ semplice (Harpyia: class. /harˈpyja/, eccl. /arˈpia/).

Con la /w/ i dittonghi sono frequentissimi nel latino classico, soprattutto quelli /w/ + vocale, poi quasi tutti scomparsi nell'ecclesiastico col passaggio /w/ > /v/ (veritas: class. /ˈweːrɪtaːs/, eccl. /vεritas/); rimangono naturalmente i dittonghi preceduti da q (questus: /ˈkʷɛstʊs/ in classica, /ˈkʷɛstus/ in ecclesiastica). Va precisato che se la u è preceduta da consonante e seguita da vocale, generalmente non fa dittongo (metuenda: /metuˈɛnda/ e non /meˈtwɛnda/; cornua: /ˈkɔrnua/ e non /ˈkɔrnwa/). Il dittongo principale con /w/ è au (/aw/), che in italiano si è mutato nei fonemi della o. Il digramma eu non sempre è dittongo: se deriva dall'omologo dittongo greco, allora si conserva anche in latino (Europa: /ɛwˈroːpa/ in classica, /ɛwˈrɔpa/). Nei nomi come Περσεύς (Perseus) o Ὀδυσσεύς (Odysseus), appartenenti in latino alla seconda declinazione, il dittongo è trattato in modo altalenante: al nominativo resta dittongo (e infatti, ad esempio, Perseus è bisillabo, Per-seus, e porta l'accento sulla prima sillaba per la legge della baritonesi), negli altri casi invece il dittongo si scinde sostituendo a -us le varie uscite dei casi (Persĕ-i, Persĕ-o, Persĕ-um, ecc.); la causa risiede probabilmente nel fatto che i Latini, adattando questo tipo di nomi alla loro lingua, hanno associato la terminazione -us al nominativo singolare della seconda declinazione.

I dittonghi più frequenti sono però ae ed oe: in latino classico venivano pronunciati per intero, mentre in quello ecclesiastico sono pronunciati come /e/ (Aeneades: class. /aɛ̯ˈnεadeːs/, eccl. /eˈnεades/; caelum, class. /ˈkaɛ̯lʊm/, eccl. /ʧɛlum/).
Se due vocali non formano dittongo è possibile trovare posta sulla seconda lettera la dieresi ˙˙ (esempio: aër /ˈaer/ in ambedue le pronunce).

### L'accento
In latino vigono due leggi in proposito: la baritonesi, secondo cui l'accento non cade mai sull'ultima sillaba, e la legge della terzultima, che dice che l'accento non va mai oltre la terzultima sillaba.

Da queste due regole consegue che l'accento può cadere solo sulla penultima e terzultima sillaba, o, in altri termini, che le parole possono essere o piane o sdrucciole.
La baritonesi ha tuttavia qualche apparente eccezione: un numero minimo di parole derivate da troncamenti conservano l'accento sulla sillaba prima penultima e poi divenuta ultima, oltre ad alcuni nomi di popolo imparisillabi della terza declinazione: illìc, illùc, illàc (lì, verso lì, per di là), in origine illice, illuce, illace; Arpinàs (-atis, Arpinate) e Samnìs (-itis, Sannite).
La posizione dell'accento tonico è determinata secondo la legge della penultima dalla quantità della penultima sillaba: se essa è lunga, avrà l'accento (es: dulcēdo, pronunciato dulcédo /dulˈkeːdoː/, dolcezza); se è breve, l'accento andrà alla terzultima sillaba (esempio nemŏra, pronunciato nèmora /'nemora/, le foreste). Nel raro caso in cui sia ancipite, saranno valide entrambe le opzioni.

### La trascrizione di parole straniere in latino
Nel corso del tempo, con il sempre maggior coinvolgimento dei Romani con le popolazioni europee, il latino si arricchì di termini stranieri, che necessitavano di essere trascritti dagli alfabeti originari a quello latino.
Fu particolarmente intenso il flusso di parole greche verso il latino, dato il grande interesse romano per la cultura greca e l'enorme lessico matematico e filosofico della lingua dell'Ellade.
Per i nomi ebraici, entrati in uso con l'avvento del Cristianesimo, le trascrizioni furono fatte soprattutto da altre trascrizioni greche, divenute d'uso già da tempo con la traduzione greca della Bibbia (detta dei Settanta); da notare che la trascrizione dall'ebraico è particolarmente difficoltosa perché le vocali in esso vengono pronunciate ma non scritte.

## Morfologia

### Casi
La lingua latina di norma distingue le funzioni logico-grammaticali di sostantivi, aggettivi e pronomi servendosi di sei casi e di cinque declinazioni:
- Nominativo: indica il soggetto della frase, o il complemento predicativo del soggetto (esempio: "Cornelia sembra bella"), o la parte nominale (esempio: "Cornelia è una ragazza"). Parte nominale e complemento predicativo del soggetto sono definiti comunemente doppio nominativo.
- Genitivo: indica il possesso (generalmente), come nella frase "I capelli di Cornelia sono lunghi", svolgendo la funzione di complemento di specificazione. Ci sono anche altre funzioni:
  - Genitivo soggettivo: L'amore di Giulio per Claudia.
  - Genitivo oggettivo: Il desiderio di Claudia possedeva Giulio.
  - Genitivo dichiarativo o epesegetico (vero e proprio complemento di specificazione): L'albero del melo.
  - Genitivo di qualità: Un uomo di grande coraggio.
  - Genitivo partitivo: Diversi dei miei amici sono andati in città.
  - È diffusa, ma errata, la definizione di genitivo locativo: il locativo era un caso dell'indoeuropeo giunto al latino arcaico ma ridotto a forme vestigiali nel latino classico, la cui uscita nel singolare della I e della II declinazione si è evoluta fino a coincidere, nel latino classico, con quella del genitivo, ma i due casi vanno distinti (infatti nella III declinazione il locativo esce in -i, ad es. ruri, mentre il genitivo esce in -is, ad es. ruris; e così nella IV, domus: loc. domi, gen. domus).
- Dativo: indica un complemento di termine, come nella frase "Ha dato il biscotto al bambino". Altri usi:
  - dativo di agente: Esprime l'agente quando viene usato con la coniugazione perifrastica passiva: puero opus faciendum est: "Il ragazzo deve fare il lavoro" (letteralmente "Il lavoro dev'essere fatto dal ragazzo").
  - Dativo di riferimento spesso usato col dativo di fine o scopo (chiamato comunemente il "doppio dativo"). Esempio: "Il generale inviò truppe come aiuto (con lo scopo di) all'altro generale". Costruzione richiesta da verbi come 'sum', 'fio', 'tribuo', etc.: Hoc mihi utilitati est (Cicerone) = "Ciò mi è utile"
  - Dativo di possesso: Mihi pecunia est, letteralmente "a me è il denaro" vale a dire "possiedo del denaro".
- Accusativo: indica il complemento oggetto (esempio: "Cornelia uccise Marco").
  - Doppio accusativo: è il complemento predicativo dell'oggetto.
  - Caratteristico è l'utilizzo dell'accusativo con i verbi impersonali piget (mi rincresce), pudet (mi vergogno), paenitet (mi pento), taedet (mi annoia), miseret (ho pietà), e con i verbi appellativi, estimativi, effettivi, elettivi e con verbi relativamente impersonali, come fallit,  decet e iuvat. L'accusativo è inoltre utilizzato nella costruzione di alcuni verbi (come doceo, posco e flagito) che sono transitivi in latino ma intransitivi in italiano.
  - Un particolare utilizzo dell'accusativo è l'accusativo alla greca o "di limitazione" o "di relazione". Esempio: "Puer nudus pedesque umeros apparuit", letteralmente: "apparve un fanciullo nudo i piedi e le spalle", quindi "con i piedi e le spalle nudi".
  - Viene inoltre utilizzato per la formazione di vari complementi mediante l'aggiunta di specifiche preposizioni che richiedono questo caso (come in, per, ad, contra, apud...).
  - Nelle proposizioni infinitive l'accusativo prende il posto del nominativo assumendone le funzioni di soggetto, di parte nominale del predicato o di complemento predicativo del soggetto.
  - L'accusativo può anche indicare estensione di tempo, spazio ed età.

In tutte le declinazioni, i nomi di genere maschile e femminile formano l'accusativo aggiungendo la comune desinenza –m alla vocale tematica.
- Vocativo: svolge la funzione di complemento di vocazione in caso di discorso diretto (esempio: "Cornelia, vai fuori"). Il vocativo ha generalmente le stesse desinenze del nominativo, con l'eccezione (limitatamente al singolare) dei temi in –us e in –ius della seconda declinazione, nei quali il vocativo esce rispettivamente in –e e in –i, e di alcuni nomi propri di derivazione perlopiù greca.
- Ablativo: svolge le funzioni di più complementi, sia in forma pura (ablativo semplice) sia preceduto da preposizioni. L'ablativo semplice prende la funzione di complemento di tempo, mezzo (per gli oggetti), causa efficiente e altri.

L'ablativo latino assorbe le funzioni di tre casi dell'indoeuropeo: ablativo (con valore di allontanamento, separazione: e allora si parla di ablativo vero e proprio), locativo, strumentale (con valore eminentemente di mezzo, modo e causa: si parla allora di ablativo strumentale).

Mediante l'aggiunta di specifiche preposizioni (come in, ab, ex, de, cum) forma vari complementi (stato in luogo, origine, compagnia, modo, ecc.).
- Locativo: si pone a parte, dal momento che esso è presente solo in forma vestigiale nel latino classico. Esso esprime il complemento di stato in luogo nei nomi di città, piccola isola[2] e villaggio di prima e seconda declinazione, oltre che con un ristretto numero di nomi comuni come rus, domus ed humus. Il locativo ha nel singolare la desinenza -i, nel plurale (presente solo nella prima e nella seconda declinazione) -is, cosa che nei nomi di prima e di seconda declinazione lo porta ad avere terminazioni uguali a quelle del genitivo singolare (per la prima declinazione si noti che a+i = ae) e dell'ablativo plurale (è però necessario sottolineare che, dato che le funzioni del locativo sono state assorbite dall'ablativo, la desinenza -is identica per i due casi non lascia intendere se si tratti di residuo di locativo oppure di ablativo).

### Nomi
Come nella lingua italiana, i nomi sono propri o comuni e possono designare persone, animali, cose, entità astratte, azioni, ecc. I generi dei nomi sono tre: maschile, femminile e neutro. Il numero può essere singolare o plurale; diversamente dal greco, non esiste il duale. La principale differenza rispetto all'italiano, che non riguarda solo la morfologia di nomi, aggettivi e pronomi ma anche l'intera sintassi della frase, è il sistema dei casi. Non esiste l'articolo.

#### Declinazioni
Esistono cinque declinazioni (in latino: declinationes, singolare declinatio). Quasi tutti femminili i sostantivi della prima e della quinta declinazione, mentre la maggioranza dei nomi della seconda e della quarta declinazione sono maschili e neutri, distinti fra loro per mezzo di casi retti differenti. La terza declinazione, che comprende in egual numero sostantivi di tutti i generi, è la più numerosa, mentre sono pochi i sostantivi della quinta declinazione, molti dei quali privi di plurale.
Le cinque declinazioni si differenziano fra loro per le diverse uscite del genitivo singolare:
- –ăe per la prima
- –ī per la seconda
- –ĭs per la terza
- –ūs per la quarta
- –ei per la quinta.

Numerose sono le comunanze fra le declinazioni; abbiamo l'uguaglianza fra le terminazioni dei casi retti dei sostantivi neutri (con la comune uscita in –a dei casi retti plurali neutri) e la sopracitata comune uscita in –m dell'accusativo singolare dei sostantivi maschili e femminili. Altre caratteristiche sono comuni a più declinazioni, come l'uscita in –rum (per la prima, la seconda e la quinta) o in –um (per la terza e la quarta) del genitivo plurale, o la terminazione in –is (per le prime due declinazioni) o in –bus (per le altre declinazioni) del dativo e ablativo plurale; oppure il caso accusativo plurale sigmatico in tutte le declinazioni. È inoltre comune a più declinazioni l'uguaglianza fra la desinenza del genitivo singolare e del nominativo plurale, come avviene per la prima, la seconda e la quarta declinazione. Infine, il caso nominativo coincide con il vocativo in tutte le declinazioni tranne che per la seconda declinazione singolare.

##### Prima declinazione
Prima declinazione: maschili e femminili
| Declinazione 1 | singolare | plurale |
| Nominativo     | rosă      | rosae   |
| Genitivo       | rosae     | rosārŭm |
| Dativo         | rosae     | rosīs   |
| Accusativo     | rosăm     | rosās   |
| Vocativo       | rosă      | rosae   |
| Ablativo       | rosā      | rosīs   |

##### Seconda declinazione
Fanno parte della seconda declinazione nomi maschili, femminili e neutri con il tema vocalico o, che in molti casi varia in altre vocali. Appartengono alla declinazione sostantivi in –us, –er, –ir e in –um.

###### Seconda declinazione: maschili e femminili in -us
| Declinazione 2 | singolare | plurale |
| Nominativo     | lupŭs     | lupī    |
| Genitivo       | lupī      | lupōrŭm |
| Dativo         | lupō      | lupīs   |
| Accusativo     | lupŭm     | lupōs   |
| Vocativo       | lupĕ      | lupī    |
| Ablativo       | lupō      | lupīs   |

###### Seconda declinazione: maschili in -ero -ir
|            | singolare | plurale  |
| Nominativo | puĕr      | puerī    |
| Genitivo   | puerī     | puerōrŭm |
| Dativo     | puerō     | puerīs   |
| Accusativo | puerŭm    | puerōs   |
| Vocativo   | puĕr      | puerī    |
| Ablativo   | puerō     | puerīs   |

puer, pueri

###### Seconda declinazione: sostantivi neutri
|            | singolare | plurale  |
| Nominativo | bellŭm    | bellă    |
| Genitivo   | bellī     | bellōrŭm |
| Dativo     | bellō     | bellīs   |
| Accusativo | bellŭm    | bellă    |
| Vocativo   | bellŭm    | bellă    |
| Ablativo   | bellō     | bellīs   |

bellum, belli

##### Terza declinazione
La terza declinazione è formata da tre gruppi di sostantivi, accomunati dalla terminazione in –is del genitivo singolare. Il nominativo ha terminazioni varie:
- tema consonantico vario per il primo gruppo;
- tema vocalico in -i  e terminazione del nominativo singolare in –es o –is per il secondo gruppo (eccetto i monosillabi consonantici);
- tema vocalico in –e o consonantico in –ar o –al per il terzo gruppo.

###### 1º gruppo
Comprende sostantivi imparisillabi (ovvero con un diverso numero di sillabe fra nominativo e genitivo singolare) con una sola consonante prima del suffisso del genitivo singolare.
Questo primo gruppo di nomi della terza declinazione ha un tema consonantico, l'unico di tutte le declinazioni, e perciò ha ablativo singolare in -ĕ e genitivo plurale in -ŭm, oltre che i casi diretti plurali dei neutri in -ă.
- Maschili e femminili

|            | singolare | plurale |
| Nominativo | rēx       | rēgēs   |
| Genitivo   | rēgĭs     | rēgŭm   |
| Dativo     | rēgī      | rēgĭbŭs |
| Accusativo | rēgĕm     | rēgēs   |
| Vocativo   | rēx       | rēgēs   |
| Ablativo   | rēgĕ      | rēgĭbŭs |

Rex, regis; maschile
- Neutri

|            | singolare | plurale   |
| Nominativo | nōmĕn     | nōmină    |
| Genitivo   | nōmĭnĭs   | nōmĭnŭm   |
| Dativo     | nōmĭnī    | nōmĭnĭbŭs |
| Accusativo | nōmĕn     | nōmĭnă    |
| Vocativo   | nōmĕn     | nōmĭnă    |
| Ablativo   | nōmĭnĕ    | nōmĭnĭbŭs |

Nomen, nominis

###### 2º gruppo
Comprende sostantivi parisillabi e monosillabi imparisillabi con due consonanti prima del suffisso del genitivo singolare
Questo gruppo della terza declinazione contiene i nomi con tema in i, per cui avrà il genitivo plurale in -ĭŭm, oltre che l'ablativo singolare in -ĕ e i neutri diretti plurali in -ă.
- Nomi maschili e femminili

|            | singolare | plurale |
| Nominativo | cīvĭs     | cīvēs   |
| Genitivo   | cīvĭs     | cīvĭŭm  |
| Dativo     | cīvī      | cīvĭbŭs |
| Accusativo | cīvĕm     | cīvēs   |
| Vocativo   | cīvĭs     | cīvēs   |
| Ablativo   | cīvĕ      | cīvĭbŭs |

Cĭvĭs, cĭvĭs; maschile
|            | singolare | plurale  |
| Nominativo | mōns      | montēs   |
| Genitivo   | mōntĭs    | mōntĭŭm  |
| Dativo     | mōntī     | mōntĭbŭs |
| Accusativo | mōntĕm    | mōntēs   |
| Vocativo   | mōns      | mōntēs   |
| Ablativo   | mōntĕ     | mōntĭbŭs |

Mōns, mōntĭs; maschile
|            | singolare | plurale   |
| Nominativo | clăssĭs   | clăssēs   |
| Genitivo   | clăssĭs   | clăssĭŭm  |
| Dativo     | clăssī    | clăssĭbŭs |
| Accusativo | clăssĕm   | clăssēs   |
| Vocativo   | clăssĭs   | clăssēs   |
| Ablativo   | clăssĕ    | clăssĭbŭs |

Clăssĭs, clăssĭs; femminile
- Neutri

|            | singolare | plurale |
| Nominativo | ŏs        | ŏssă    |
| Genitivo   | ŏssĭs     | ŏssĭŭm  |
| Dativo     | ŏssī      | ŏssĭbŭs |
| Accusativo | ŏs        | ŏssă    |
| Vocativo   | ŏs        | ŏssă    |
| Ablativo   | ŏssĕ      | ŏssĭbŭs |

ŏs, ŏssĭs; neutro

###### 3º gruppo
Comprende sostantivi neutri parisillabi in –ĕ, imparisillabi in –ăl, –ālis o –ăr, –āris, con le stesse desinenze particolari del 2º gruppo eccetto l'ablativo singolare, in –ī e i casi diretti del plurale, in –ĭă.
|            | singolare | plurale |
| Nominativo | mărĕ      | mărĭă   |
| Genitivo   | mărĭs     | mărĭŭm  |
| Dativo     | mărī      | mărĭbŭs |
| Accusativo | mărĕ      | mărĭă   |
| Vocativo   | mărĕ      | marĭă   |
| Ablativo   | mărī      | mărĭbŭs |

Mărĕ, mărĭs
|            | singolare | plurale    |
| Nominativo | ănĭmăl    | ănĭmālĭă   |
| Genitivo   | ănĭmālĭs  | ănĭmālĭŭm  |
| Dativo     | ănĭmālī   | ănĭmālĭbŭs |
| Accusativo | ănĭmăl    | ănĭmālĭă   |
| Vocativo   | ănĭmăl    | ănĭmālĭă   |
| Ablativo   | ănĭmālī   | ănĭmālĭbŭs |

Ănĭmăl, ănĭmālĭs

##### Quarta declinazione
Della quarta declinazione fanno parte nomi maschili e femminili in –us e neutri con il tema vocalico in –ū.
- Maschili e femminili

|            | singolare | plurale    |
| Nominativo | spīrĭtŭs  | spīrĭtūs   |
| Genitivo   | spīrĭtūs  | spīrĭtŭŭm  |
| Dativo     | spīritŭī  | spīritĭbŭs |
| Accusativo | spīrĭtŭm  | spīrĭtūs   |
| Vocativo   | spīrĭtŭs  | spīrĭtūs   |
| Ablativo   | spīrĭtū   | spīrĭtĭbŭs |

Spīrĭtŭs, spīrĭtūs; maschile
- Neutri

|            | singolare | plurale  |
| Nominativo | cŏrnū     | cŏrnŭă   |
| Genitivo   | cŏrnūs    | cŏrnŭŭm  |
| Dativo     | cŏrnū(ī)  | cŏrnĭbŭs |
| Accusativo | cŏrnū     | cŏrnŭă   |
| Vocativo   | cŏrnū     | cŏrnŭă   |
| Ablativo   | cŏrnū     | cŏrnĭbŭs |

Cŏrnū, cŏrnūs
Alcuni nomi della quarta declinazione hanno il dativo e l'ablativo plurale in -ubus; in molti casi è per distinguerli da nomi della terza declinazione che altrimenti risulterebbero omografi (e omofoni): ărtŭs, -ūs, "arto", della quarta, ha dativo ărtŭbŭs per distinguerlo da ărtĭbŭs, da ărs, ărtĭs.  Così anche: ărcŭs, -ūs, "arco" e părtŭs, -ūs, "parto" per evitare confusione rispettivamente con ărx, ărcĭs, "rocca" e părs, părtĭs, "parte".
Inoltre tutti i nomi uscenti in -cus al nominativo fanno -ŭbŭs. Per esempio ăcŭs, -ūs f., "ago", lăcŭs, -ūs m., "lago", pŏrtŭs, -ūs m., "porto", quĕrcŭs, -ūs f., "quercia", spĕcŭs, -ūs m., caverna, trĭbŭs, -ūs f., "tribù", ma pŏrtĭcŭs, -ūs m., "portico" fa pŏrtĭcĭbŭs.

##### Quinta declinazione
La quinta declinazione contiene nomi femminili e due maschili (dĭēs e mĕrĭdĭēs) col tema vocalico e. Dĭēs è femminile nel singolare quando significa "data", "giorno stabilito".
Da notare che i nomi con la i prima del tema in e (come dĭēs, glăcĭēs, ecc.) hanno al genitivo e dativo singolare la "e" lunga (ē), mentre quelli che presentano una consonante prima della e (come rēs e fĭdēs) hanno al genitivo e dativo singolare la e breve (ĕ).
Tutti i nomi, eccetto dĭēs e rēs, sono dei singularia tantum.
- Nomi con la i prima dei suffissi

Dĭēs, dĭēī; maschile/femminile
|            | singolare | plurale |
| Nominativo | dĭēs      | dĭēs    |
| Genitivo   | dĭēī      | dĭērŭm  |
| Dativo     | dĭēī      | dĭēbŭs  |
| Accusativo | dĭĕm      | dĭēs    |
| Vocativo   | dĭēs      | dĭēs    |
| Ablativo   | dĭē       | dĭēbŭs  |

Dĭēs, dĭēī; maschile/femminile
- Nomi con consonanti prima dei suffissi

|            | singolare | plurale |
| Nominativo | rēs       | rēs     |
| Genitivo   | rĕī       | rērŭm   |
| Dativo     | rĕī       | rēbŭs   |
| Accusativo | rĕm       | rēs     |
| Vocativo   | rēs       | rēs     |
| Ablativo   | rē        | rēbŭs   |

Rēs, rēī

##### Gli usi del sostantivorēs
Il sostantivo rēs "cosa" ha un significato generico; a seconda del contesto è preferibile tradurlo con:
- fatto
- vicenda
- situazione
- avvenimento
- realtà
- impresa
- affare
- mezzo
- scopo

Talvolta rēs è usato in unione con determinati aggettivi - concordati in caso, genere e numero - a formare locuzioni particolari. Le più comuni sono:
- rēs dīvīna= il sacrificio
- rēs familiāris= il patrimonio familiare
- rēs frūmentāria= i viveri
- rēs mīlitāris= l'arte militare
- rēs pūblica= lo Stato

L'espressione rēs pūblica è assai frequente nella lingua latina; è preferibile evitare di tradurla genericamente con "repubblica", parola che oggi indica solo una specifica forma di governo.
Si usano invece solo al plurale (plūrālia tantum) le seguenti locuzioni:
- rēs adversae= le avversità
- rēs secundae= le prosperità
- rēs gestae= le imprese (compiute)
- rēs novae= le innovazioni
- rērum nātūra= la natura
- rērum scrīptor= lo storico
- summa rērum= il potere
- rēs Rōmānae= la potenza di Roma
- rēs rūstica= l'agricoltura

##### I nomi greci
I nomi greci sono molto frequenti tra le parole latine, soprattutto per quanto riguarda nomi di persone o di luoghi geografici. Di solito sono stati assorbiti nelle prime tre declinazioni latine, tuttavia rimangono tracce in alcune terminazioni delle desinenze greche.
Per la prima declinazione vanno ricordati: i maschili uscenti in -ās al nominativo singolare, che hanno accusativo singolare in -ān o -ăm e vocativo singolare in -ā; i maschili col nominativo singolare in -ēs, che hanno accusativo singolare in -ēn, vocativo singolare in -ā/-ē e ablativo singolare in -ē; infine, i femminili uscenti al nominativo singolare in -ē, che hanno genitivo, accusativo, vocativo e ablativo singolari rispettivamente in -ēs, -ēn, -ē, -ē.
Per la seconda declinazione vanno ricordati: i nomi che presentano un'uscita a nominativo e accusativo singolari rispettivamente in -ŏs e -ŏn, accanto alle forme regolari latine; i nomi propri in -eus, che, in alternanza alle forme latine, possono presentare genitivo, accusativo e vocativo singolari rispettivamente in -ĕŏs, -ĕā/ĕă, -eu; i genitivi plurali che possono presentare, con la regolare uscita in -ōrŭm, la forma -on.
Per la terza declinazione vanno ricordate molte particolarità.
- L'accusativo singolare in -ă oltre che in -ĕm per alcuni nomi come aër, aëris; aether, -ĕris; Hector, -ŏris; Lacedaemon; -ŏnis.
- Nei nomi terminanti al nominativo singolare in -ĭs o -y̆s, gli accusativi singolari sono rispettivamente -ĭm/-ĭn e -y̆m/-y̆n.
- Il genitivo singolare in -ŏs, accanto al regolare -ĭs, che può essere immediatamente notato nel vocabolario.
- Nei nomi di popolo, o, più raramente, comuni, l'accusativo plurale, accanto al regolare -ēs, in -ās.
- Alcuni genitivi plurali in -on.
- Nei nomi in -ma, mătis, dativo e ablativo plurali in -is.

Alcuni nomi propri greci hanno poi una declinazione particolare: sono quelli che hanno uscita nominativo-genitivo -ō, -ūs, che hanno tutti gli altri casi in -ō.

##### Altri nomi stranieri
I nomi dei popoli gallici presentano l'accusativo plurale in -as.
I nomi propri ebraici sono o indeclinabili o assorbiti in una declinazione regolare latina.
Il nome Iesus presenta la seguente declinazione: Iēsus, Iēsū, Iēsū, Iēsum, Iēsū, Iēsū.

##### I nomi indeclinabili
Molti nomi, alcuni di origine straniera, sono indeclinabili (Abraham, Abramo), ovvero sono usati in una stessa forma per tutti i casi per cui sono usati. 
Spesso a questi si aggiunge una forma declinabile.

### Aggettivi
Tutti gli aggettivi devono concordare col nome a cui si riferiscono in numero, caso e genere. Tutti i nomi possono essere maschili, femminili o neutri; i generi sono grammaticali, e non corrispondono necessariamente al sesso dell'oggetto.
Gli aggettivi possono essere appartenenti alla prima o alla seconda classe.

#### Prima classe degli aggettivi
Gli aggettivi della prima classe hanno tre uscite, una per ogni genere: per il maschile viene usata la seconda declinazione maschile, per il femminile la prima, per i neutri la seconda dei neutri in -um.
|            | maschile | femminile | neutro |
| Nominativo | bonus    | bona      | bonum  |
| Genitivo   | bonī     | bonae     | bonī   |
| Dativo     | bonō     | bonae     | bonō   |
| Accusativo | bonum    | bonam     | bonum  |
| Vocativo   | bone     | bona      | bonum  |
| Ablativo   | bonō     | bonā      | bonō   |

|            | maschile | femminile | neutro  |
| Nominativo | bonī     | bonae     | bona    |
| Genitivo   | bonōrum  | bonārum   | bonōrum |
| Dativo     | bonīs    | bonīs     | bonīs   |
| Accusativo | bonōs    | bonās     | bona    |
| Vocativo   | bonī     | bonae     | bona    |
| Ablativo   | bonīs    | bonīs     | bonīs   |

Ad esempio:
- puella bona (femminile) (la buona ragazza)
- puer bonus (maschile) (il buon ragazzo)
- mancupium bonum (neutro) (il buono schiavo)

#### La seconda classe degli aggettivi
Gli aggettivi che si declinano invece secondo la terza declinazione, sono detti aggettivi della seconda classe. Da notare che le terminazioni di ablativo singolare, genitivo e casi neutri diretti plurali sono rispettivamente ī, ĭŭm e ĭă. Esistono tre gruppi della seconda classe: aggettivi a tre, due o una terminazione al nominativo singolare.
Ad esempio:
- puella fortis (femminile) (la forte ragazza)
- puer fortis (maschile) (il forte ragazzo)
- mancupium forte (neutro) (il forte schiavo)

##### 1º gruppo: aggettivi a tre terminazioni
Sono gli aggettivi della seconda classe che presentano una terminazione diversa al nominativo singolare per tutti e tre i generi. In tutto sono tredici, tutti in -er, -ris, -re. Ad essi si aggiungono i nomi degli ultimi mesi dell'anno (September, October,  November, December) perché in latino tutti i nomi dei mesi sono in realtà degli aggettivi.
|            | maschile | femminile | neutro  |
| Nominativo | celer    | celeris   | celere  |
| Genitivo   | celeris  | celeris   | celeris |
| Dativo     | celerī   | celerī    | celerī  |
| Accusativo | celerem  | celerem   | celere  |
| Vocativo   | celer    | celeris   | celere  |
| Ablativo   | celerī   | celerī    | celerī  |

|            | maschile  | femminile | neutro    |
| Nominativo | celerēs   | celerēs   | celeria   |
| Genitivo   | celerium  | celerium  | celerium  |
| Dativo     | celeribus | celeribus | celeribus |
| Accusativo | celerēs   | celerēs   | celeria   |
| Vocativo   | celerēs   | celerēs   | celeria   |
| Ablativo   | celeribus | celeribus | celeribus |

##### 2º gruppo: aggettivi a due terminazioni
Sono gli aggettivi della seconda classe, numerosissimi, che presentano al nominativo singolare una sola terminazione per maschile e femminile, in -is e un'altra per il neutro, in -e. Di essi fanno parte i nomi dei mesi Aprilis, Quintilis (luglio) e Sextilis (agosto).
|            | maschile e femminile | neutro |
| Nominativo | fortis               | forte  |
| Genitivo   | fortis               | fortis |
| Dativo     | fortī                | fortī  |
| Accusativo | fortem               | forte  |
| Vocativo   | fortis               | forte  |
| Ablativo   | fortī                | fortī  |

|            | maschile e femminile | neutro   |
| Nominativo | fortēs               | fortia   |
| Genitivo   | fortium              | fortium  |
| Dativo     | fortibus             | fortibus |
| Accusativo | fortēs               | fortia   |
| Vocativo   | fortēs               | fortia   |
| Ablativo   | fortibus             | fortibus |

##### 3º gruppo: aggettivi ad una terminazione
Sono aggettivi della seconda classe che hanno una sola terminazione per il nominativo dei tre generi.
|            | maschile e femminile | neutro  |
| Nominativo | fēlīx                | fēlīx   |
| Genitivo   | fēlīcis              | fēlīcis |
| Dativo     | fēlīcī               | fēlīcī  |
| Accusativo | fēlīcem              | fēlīx   |
| Vocativo   | fēlīx                | fēlīx   |
| Ablativo   | fēlīcī               | fēlīcī  |

|            | maschile e femminile | neutro    |
| Nominativo | fēlīcēs              | fēlīcia   |
| Genitivo   | fēlīcium             | fēlīcium  |
| Dativo     | fēlīcibus            | fēlīcibus |
| Accusativo | fēlīcēs              | fēlīcia   |
| Vocativo   | fēlīcēs              | fēlīcia   |
| Ablativo   | fēlīcibus            | fēlīcibus |

#### Comparativo e superlativo degli aggettivi

##### Comparativo di uguaglianza e minoranza
Il comparativo di uguaglianza è reso in latino con l'aggettivo introdotto da tam e il secondo termine di paragone introdotto da quam e nello stesso caso del primo termine. A tam/quam si possono sostituire anche ita/ut o aeque/ac.

Esempio: Cerēs tam astūta quam Aurēlius est (Cerere è astuta come Aurelio).
Il comparativo di minoranza si forma invece mettendo l'aggettivo introdotto da minus e il secondo termine di paragone dal quam + caso del primo termine, più raramente in ablativo semplice (senza quam).
Esempio: Argentum minus pretiōsum est quam aurum ; Argentum minus pretiōsum est aurō. (L'argento è meno prezioso dell'oro).
Il latino tuttavia preferisce trasformare il comparativo di minoranza in quello di maggioranza, di significato opposto.
Esempio: Aurum pretiōsius est quam argentum. (L'oro è più prezioso dell'argento).

##### Comparativo di maggioranza
Il comparativo di maggioranza invece implica spesso una modificazione dell'aggettivo. In generale, all'aggettivo va tolto il suffisso del genitivo singolare (-i per la prima classe e -is per la seconda) e si aggiunge alla radice -ior per maschili e femminili e -ius per i neutri (così per esempio fortis diverrà fortior, fortius, altus diverrà altior, altius, e così via). Il comparativo va poi declinato come gli aggettivi della seconda classe, o, meglio, come i nomi del primo gruppo della terza declinazione, in quanto l'ablativo singolare è in -ĕ, il genitivo plurale in -ŭm e i casi diretti del neutro plurale in -ă.
Esempio: lūx vēlōcior est quam sonus (la luce è più veloce del suono).
|            | maschile e femminile | neutro    |
| Nominativo | fortior              | fortius   |
| Genitivo   | fortiōris            | fortiōris |
| Dativo     | fortiōrī             | fortiōrī  |
| Accusativo | fortiōrem            | fortius   |
| Vocativo   | fortior              | fortius   |
| Ablativo   | fortiōre             | fortiōre  |

|            | maschile e femminile | neutro      |
| Nominativo | fortiōrēs            | fortiōra    |
| Genitivo   | fortiōrum            | fortiōrum   |
| Dativo     | fortiōribus          | fortiōribus |
| Accusativo | fortiōrēs            | fortiōra    |
| Vocativo   | fortiōrēs            | fortiōra    |
| Ablativo   | fortiōribus          | fortiōribus |

###### Il secondo termine di paragone del comparativo di maggioranza
Il secondo termine di paragone è all'ablativo semplice oppure allo stesso caso del primo termine ma introdotto da quam. Questo secondo metodo va sempre applicato se il primo termine è nei casi obliqui (gen., dat. e abl.) o se il secondo è un verbo o una proposizione. Va sempre usato l'ablativo semplice se il secondo termine è un pronome relativo, e preferibilmente se la frase ha senso negativo.

##### Il superlativo
Il superlativo degli aggettivi va invece formato aggiungendo alla radice il suffisso -issimus, -issima, -issimum. Il superlativo va declinato come facente parte della prima classe degli aggettivi. Si noti che in latino il superlativo svolge entrambe le funzioni di assoluto e relativo.
Il partitivo, usato dopo il superlativo relativo, può essere espresso con il genitivo, ē/ex o dē più l'ablativo o, sebbene non riscontrato nel latino classico, inter e l'accusativo.
Quando però il gruppo è formato da due persone/cose, si utilizza il comparativo al posto del superlativo. Per esempio: Cesare era il più forte dei consoli si tradurrà Caesar erat fortior inter cōnsulēs/cōnsulum/ex cōnsulibus.

##### Comparativi e superlativi irregolari
- Gli aggettivi composti terminanti in -dicus, -ficus, -volus e prōvidus, validus, egēnus hanno il comparativo in -entior, -entius e il superlativo in -entissimus, -a, -um.
- Gli aggettivi terminanti in -ius, -eus, -uus della consonante finale non hanno comparativo né superlativo, ma li formano rispettivamente utilizzando magis e māxime. Ad esempio magis dubius o māxime idōneus. Non seguono questa regola gli aggettivi terminanti in -quus; insieme a māxime strēnuus possiamo trovare anche strēnuissimus e con māxime pius esiste anche piissimus
- Gli aggettivi bonus, malus, parvus, magnus, multus seguono la seguente tabella:

| Positivo | Comparativo    | Superlativo       |
| -------- | -------------- | ----------------- |
| bonus    | melior, melius | optimus, -a, -um  |
| malus    | pēior, pēius   | pessimus, -a, -um |
| parvus   | minor, minus   | minimus, -a, -um  |
| magnus   | māior, māius   | māximus, -a, -um  |
| multus   | plūs           | plūrimus, -a, -um |

- Gli aggettivi facilis, difficilis, similis, dissimilis, humilis, gracilis hanno il superlativo in -illimus, -a, -um quindi si avrà facillimus, facillima, facillimum e via di seguito.
- Gli aggettivi terminanti in -er hanno il superlativo in -errimus quindi da pulcher, pulchra, pulchrum si avrà pulcherrimus, pulcherrima, pulcherrimum.
- Gli aggettivi dīves, iuvenis, senex al comparativo avranno rispettivamente dītior, iunior, senior; al superlativo avranno ditissimus, admodum iuvenis (manca del superlativo e si usa allora questa dizione), admodum senex.

### Pronomi
I pronomi derivati da aggettivi seguono le normali declinazioni aggettivali.
I pronomi personali, dimostrativi, relativi, interrogativi e determinativi hanno declinazioni proprie, parzialmente coincidenti con quella degli aggettivi della prima classe, ma con particolarità specie al nominativo singolare. Hanno inoltre il genitivo ed il dativo singolare rispettivamente in -ĭus e -ī
Esempi (il vocativo è sempre identico al nominativo):
hic, haec, hoc: questo, questa
|            | singolare       | plurale             |
| Nominativo | hic, haec, hoc  | hī, hae, haec       |
| Genitivo   | huius           | hōrum, hārum, hōrum |
| Dativo     | huic            | hīs                 |
| Accusativo | hunc, hanc, hoc | hōs, hās, haec      |
| Ablativo   | hōc, hāc, hōc   | hīs                 |

ille, illa, illud: quello, quella
|            | singolare           | plurale                   |
| Nominativo | ille, illa, illud   | illī, illae, illa         |
| Genitivo   | illīus              | illōrum, illārum, illōrum |
| Dativo     | illī                | illīs                     |
| Accusativo | illum, illam, illud | illōs, illās, illa        |
| Ablativo   | illō, illā, illō    | illīs                     |

alla stessa maniera si declinano iste, ista, istud ("codesto") e ipse, ipsa, ipsum (con -um al posto di -ud!)
qui, quae, quod: che (relativo); quis, quid: chi, che cosa (interrogativo)
|            | singolare        | plurale                |
| Nominativo | quī, quae, quod  | quī, quae, quae        |
| Genitivo   | cuius            | quōrum, quārum, quōrum |
| Dativo     | cui              | quibus                 |
| Accusativo | quem, quam, quod | quōs, quās, quae       |
| Ablativo   | quō, quā, quō    | quibus                 |

|            | singolare  | plurale    |
| Nominativo | quis, quid | quī, quae  |
| Genitivo   | cuius      | quōrum     |
| Dativo     | cui        | quibus     |
| Accusativo | quem, quid | quōs, quae |
| Ablativo   | quō        | quibus     |

Nei casi obliqui del genere neutro di quis, quid il pronome si accompagna alla declinazione di "rēs, rēī".
Come quī, quae, quod si declinano l'aggettivo interrogativo "quī, quae, quod", i pronomi indeterminati quīcumque, quaecumque, quodcumque: qualunque (si aggiunge sempre il suffisso invariato -cumque) e quisquis, quaequae, quodquod: qualunque (si raddoppia, in qualunque genere numero e caso)
Il pronome relativo può anche essere utilizzato in funzione di nesso relativo.

### Verbi
Un verbo si compone di tre parti: una radice, che indica il vero e proprio significato del verbo, un tema (la parte centrale), che indica il tempo e il modo grammaticale e una desinenza (la parte terminale) che indica la persona e la diatesi (attiva o passiva).
Ad esempio: laudabatur (veniva lodato) si divide in una radice laud-, che indica il vero significato del verbo, lodare; un tema -aba- che indica che il tempo e modo è imperfetto indicativo, mentre la desinenza -tur indica che è una terza persona passiva.
Allo stesso modo, capiemus si divide in radice cap- = prendere, tema -ie- = futuro, desinenza -mus = prima persona plurale attiva. Il verbo significa quindi 'prenderemo'.
Ogni verbo ha due radici, una del presente e una del perfetto.
Ci sono quattro coniugazioni grammaticali nella lingua latina; la prima coniugazione ha l'uscita dell'infinito presente in -āre, la seconda in -ēre, la terza in -ĕre, la quarta in -īre. Un verbo, se non si coniuga secondo una di queste quattro, è considerato irregolare.
Le forme verbali sono tre: attiva, passiva, deponente. I verbi deponenti hanno forma passiva ma significato attivo; vi sono poi i cosiddetti verbi semideponenti: essi hanno significato attivo e forma attiva nei tempi derivati dal presente (ind. e cong. presente e imperfetto, ind. futuro semplice) ma significato attivo e forma passiva nei tempi derivati dal perfetto (ind. e cong. perfetto e piuccheperfetto, ind. futuro anteriore). L'infinito deponente della prima coniugazione esce in -āri, quello della seconda in -ēri, della terza in -i, della quarta in -īri in analogia con l'infinito passivo delle quattro coniugazioni.

#### Morfologia del verbo
Nella lingua latina ci sono sei tempi (tempora):
- presente (praesēns) che indica azioni che stanno avvenendo nel momento in cui si parla: Lo schiavo porta la brocca di vino.
- imperfetto (imperfectum): descrive le azioni che stavano accadendo per un periodo di tempo:  La folla stava incoraggiando i gladiatori.
- futuro semplice (futūrum simplex) usato per azioni che non sono ancora iniziate, ma che lo saranno in un certo momento: Egli scriverà la lettera domani.
- perfetto (perfectum) descrive azioni del passato che sono concluse: Egli insegnò al ragazzo. Corrisponde ai tempi italiani del passato remoto, del passato prossimo e del trapassato remoto: Egli scrisse la lettera, Egli ha scritto la lettera, Egli ebbe scritto la lettera.
- piuccheperfetto (plūsquamperfectum) corrisponde al trapassato prossimo italiano: Egli aveva scritto la lettera.
- futuro anteriore (futūrum exactum o futūrum perfectum) usato per azioni che saranno completate in un certo momento nel futuro: Per domani, egli avrà inviato la lettera.

Ci sono tre modi (modi):
- indicativo (indicatīvus) che afferma fatti indiscutibili: Lo schiavo porta le botti di vino
- congiuntivo (coniūnctīvus) usato per esprimere possibilità, necessità, intenzioni: È necessario che lo schiavo porti le botti di vino.
- imperativo (imperātīvus) usato per esprimere ordini: Tu, schiavo, porta le botti di vino!.

Non esiste il condizionale in latino: per esso si utilizzano due tempi del congiuntivo: l'imperfetto e il piuccheperfetto che traducono, rispettivamente, il condizionale presente e passato.
Ci sono cinque forme verbali nominali, dette anche modi verbali indefiniti:
- Nomi verbali:
  - infinito
  - gerundio
  - supino
- Aggettivi verbali:
  - participio
  - gerundivo

Ci sono due diatesi (genus):
- attiva (actīvum) in cui il soggetto compie l'azione: Lo schiavo porta le botti.
- passiva (passīvum) in cui il soggetto subisce l'azione: La botte è portata dallo schiavo.

#### Desinenze dei verbi

##### Modo indicativo

###### Presente (diatesi attiva)
| 1ª Coniugazione | 2ª Coniugazione | 3ª Coniugazione | 4ª Coniugazione |
| --------------- | --------------- | --------------- | --------------- |
| laud-ō          | mon-e-ō         | leg-ō           | aud-ĭ-ō         |
| laud-ā-s        | mon-ē-s         | leg-i-s         | aud-i-s         |
| laud-a-t        | mon-e-t         | leg-i-t         | aud-i-t         |
| laud-ā-mus      | mon-ē-mus       | leg-ĭ-mus       | aud-ī-mus       |
| laud-ā-tis      | mon-ē-tis       | leg-ĭ-tis       | aud-ī-tis       |
| laud-a-nt       | mon-e-nt        | leg-u-nt        | aud-i-u-nt      |

###### Presente (diatesi passiva)
| 1ª Coniugazione | 2ª Coniugazione | 3ª Coniugazione | 4ª Coniugazione |
| --------------- | --------------- | --------------- | --------------- |
| laud-or         | mon-ĕ-or        | leg-or          | aud-ĭ-or        |
| laud-ā-ris      | mon-ē-ris       | leg-ĕ-ris       | aud-ī-ris       |
| laud-ā-tur      | mon-ē-tur       | leg-ĭ-tur       | aud-ī-tur       |
| laud-ā-mur      | mon-ē-mur       | leg-ĭ-mur       | aud-ī-mur       |
| laud-ā-mĭnī     | mon-e-mĭnī      | leg-i-mĭnī      | aud-i-mĭnī      |
| laud-a-ntur     | mon-e-ntur      | leg-u-ntur      | aud-i-u-ntur    |

###### Imperfetto (diatesi attiva)
| 1ª Coniugazione | 2ª Coniugazione | 3ª Coniugazione | 4ª Coniugazione |
| --------------- | --------------- | --------------- | --------------- |
| laudā-ba-m      | monē-ba-m       | legē-ba-m       | audiē-ba-m      |
| laudā-bā-s      | monē-bā-s       | legē-bā-s       | audiē-bā-s      |
| laudā-ba-t      | monē-ba-t       | legē-ba-t       | audiē-ba-t      |
| lauda-bā-mus    | mone-bā-mus     | lege-bā-mus     | audie-bā-mus    |
| lauda-bā-tis    | mone-bā-tis     | lege-bā-tis     | audie-bā-tis    |
| laudā-ba-nt     | monē-ba-nt      | legē-ba-nt      | audiē-ba-nt     |

###### Imperfetto (diatesi passiva)
| 1ª Coniugazione | 2ª Coniugazione | 3ª Coniugazione | 4ª Coniugazione |
| --------------- | --------------- | --------------- | --------------- |
| laud-ābar       | mon-ēbar        | leg-ēbar        | aud-iēbar       |
| laud-ābāris     | mon-ēbāris      | leg-ēbāris      | aud-iēbāris     |
| laud-ābātur     | mon-ēbātur      | leg-ēbātur      | aud-iēbātur     |
| laud-ābāmur     | mon-ēbāmur      | leg-ēbāmur      | aud-iēbāmur     |
| laud-ābamĭnī    | mon-ēbamĭnī     | leg-ēbamĭnī     | aud-iēbamĭnī    |
| laud-ābāntur    | mon-ēbantur     | leg-ēbāntur     | aud-iēbāntur    |

###### Futuro semplice (diatesi attiva)
| 1ª Coniugazione | 2ª Coniugazione | 3ª Coniugazione | 4ª Coniugazione |
| --------------- | --------------- | --------------- | --------------- |
| laud-ābō        | mon-ēbō         | leg-am          | aud-ĭam         |
| laud-ābis       | mon-ēbis        | leg-ēs          | aud-ĭes         |
| laud-ābit       | mon-ēbit        | leg-et          | aud-ĭet         |
| laud-ābĭmus     | mon-ēbĭmus      | leg-ēmus        | aud-iēmus       |
| laud-ābĭtis     | mon-ēbĭtis      | leg-ētis        | aud-iētis       |
| laud-ābunt      | mon-ēbunt       | leg-ent         | aud-ĭent        |

###### Futuro semplice (diatesi passiva)
| 1ª Coniugazione | 2ª Coniugazione | 3ª Coniugazione | 4ª Coniugazione |
| --------------- | --------------- | --------------- | --------------- |
| laud-ābor       | mon-ēbor        | leg-ar          | aud-ĭar         |
| laud-ābĕris     | mon-ēbĕris      | leg-ēris        | aud-iēris       |
| laud-ābĭtur     | mon-ēbĭtur      | leg-ētur        | aud-iētur       |
| laud-ābĭmur     | mon-ēbĭmur      | leg-ēmur        | aud-iēmur       |
| laud-ābimĭnī    | mon-ēbimĭnī     | leg-ēmĭnī       | aud-iemĭnī      |
| laud-ābuntur    | mon-ēbuntur     | leg-entur       | aud-ientur      |

###### Perfetto (diatesi attiva)
Per formare l'indicativo perfetto attivo si aggiungono le comuni desinenze al tema del perfetto, la cui formazione è varia. Il tema del perfetto è ricavabile dalla terza voce del paradigma. Come esempio prendiamo il verbo laudo, il cui tema del presente è laud- mentre quello del perfetto è laudav-:
| laudāv-ī     |
| laudāv-istī  |
| laudāv-it    |
| laudāv-ĭmus  |
| laudāv-istis |
| laudāv-ērunt |

La stessa regola vale per la IV coniugazione, ovvero, si aggiunge la lettera "v" e poi le desinenze alla radice della parola.
Lo stesso non si può dire per la II coniugazione, dove la lettera usata è la "u":
| monuī     |
| monuistī  |
| monuit    |
| monuĭmus  |
| monuistis |
| monuērunt |

- La III coniugazione è quella che fa nascere i problemi per quanto riguarda il perfetto. Infatti, la stragrande maggioranza dei verbi della III sono irregolari. Ad esempio dūcō, il perfetto del quale è dūxī. Quando si ricava la prima persona dal paradigma, le desinenze sono le stesse:
| dūxī     |
| dūxistī  |
| dūxit    |
| dūximus  |
| dūxistis |
| dūxērunt |

###### Perfetto (diatesi passiva)
Il perfetto passivo latino si forma in modo analogo al presente passivo italiano, ovvero con il verbo essere seguito dal participio passato, coniugato al genere e al numero. Il participio passato latino si forma aggiungendo al tema del supino (quarta voce del paradigma) le desinenze degli aggettivi della prima classe.
| Maschile      | Femminile      | Neutro        |
| ------------- | -------------- | ------------- |
| laudātus sum  | laudāta sum    | laudātum sum  |
| laudātus es   | laudāta es     | laudātum es   |
| laudātus est  | laudāta est    | laudātum est  |
| laudātī sumus | laudatae sumus | laudata sumus |
| laudātī estis | laudātae estis | laudāta estis |
| laudātī sunt  | laudātae sunt  | laudāta sunt  |

###### Piuccheperfetto (diatesi attiva)
Per tutte le quattro coniugazioni, si aggiungono al tema del perfetto il suffisso -es- (poi trasformatosi in -er- per la rotacizzazione della "s" intervocalica) e le desinenze (visibili nel prospetto)
| laudāv-ĕr-am   |
| laudāv-ĕr-as   |
| laudāv-ĕr-at   |
| laudāv-er-āmus |
| laudāv-er-ātis |
| laudāv-ĕr-ant  |

###### Piuccheperfetto (diatesi passiva)
Per tutte le quattro coniugazioni, il piuccheperfetto passivo si forma in modo analogo al perfetto passivo, utilizzando l'imperfetto del verbo essere al posto del presente.
| Maschile       | Femminile       | Neutro         |
| -------------- | --------------- | -------------- |
| laudātus eram  | lāudata eram    | laudātum eram  |
| laudātus eras  | laudāta eras    | laudātum eras  |
| laudātus erat  | laudāta erat    | laudātum erat  |
| laudātī erāmus | laudātae erāmus | laudāta erāmus |
| laudātī erātis | laudātae erātis | laudāta erātis |
| laudātī erant  | laudātae erant  | laudāta erant  |

###### Futuro anteriore (diatesi attiva)
Per tutte le quattro coniugazioni, si aggiungono al tema del perfetto le forme del verbo essere al futuro (a parte nella terza persona plurale, nella quale, per evitare la confusione con il perfetto, al posto di –ērunt viene aggiunto  -ĕrint).
| laudāv-ĕrō    |
| laudāv-ĕris   |
| laudāv-ĕrit   |
| laudāv-erĭmus |
| laudāv-erĭtis |
| laudāv-ĕrint  |

###### Futuro anteriore (diatesi passiva)
Per tutte le quattro coniugazioni, il futuro anteriore passivo si forma in modo analogo al perfetto passivo, utilizzando il futuro semplice del verbo essere al posto del presente.
| Maschile       | Femminile       | Neutro         |
| -------------- | --------------- | -------------- |
| laudātus erō   | laudāta erō     | laudātum erō   |
| laudātus eris  | laudāta eris    | laudātum eris  |
| laudātus erit  | laudāta erit    | laudātum erit  |
| laudātī erĭmus | laudātae erĭmus | laudāta erĭmus |
| laudātī erĭtis | laudātae erĭtis | laudāta erĭtis |
| laudātī erunt  | laudātae erunt  | laudāta erunt  |

##### Modo congiuntivo

###### Presente (diatesi attiva)
si forma con:
tema del presente + -a- (-e- per la 1 coniug.) + desinenze personali attive
| 1ª Coniugazione | 2ª Coniugazione | 3ª Coniugazione | 4ª Coniugazione |
| --------------- | --------------- | --------------- | --------------- |
| laud-em         | mon-ĕam         | leg-am          | aud-ĭam         |
| laud-ēs         | mon-ĕās         | leg-ās          | aud-ĭās         |
| laud-et         | mon-ĕat         | leg-at          | aud-ĭat         |
| laud-ēmus       | mon-eāmus       | leg-āmus        | aud-iāmus       |
| laud-ētis       | mon-eātis       | leg-ātis        | aud-iātis       |
| laud-ent        | mon-ĕant        | leg-ant         | aud-ĭant        |

###### Presente (diatesi passiva)
| 1ª Coniugazione | 2ª Coniugazione | 3ª Coniugazione | 4ª Coniugazione |
| --------------- | --------------- | --------------- | --------------- |
| laud-er         | mon-ĕar         | leg-ar          | aud-iar         |
| laud-ēris       | mon-eāris       | leg-āris        | aud-iāris       |
| laud-ētur       | mon-eātur       | leg-ātur        | aud-iātur       |
| laud-ēmur       | mon-eāmur       | leg-āmur        | aud-iāmur       |
| laud-emĭnī      | mon-eamĭnī      | leg-amĭnī       | aud-iamĭnī      |
| laud-entur      | mon-eantur      | leg-antur       | aud-iantur      |

###### Imperfetto (diatesi attiva)
Per ogni verbo si prende il tema verbale del presente e vi si aggiungono le desinenze adeguate:
| 1ª Coniugazione | 2ª Coniugazione | 3ª Coniugazione | 4ª Coniugazione |
| --------------- | --------------- | --------------- | --------------- |
| laud-ārem       | mon-ērem        | leg-ĕrem        | aud-īrem        |
| laud-ārēs       | mon-ērēs        | leg-ĕrēs        | aud-īrēs        |
| laud-āret       | mon-ēret        | leg-ĕret        | aud-īret        |
| laud-ārēmus     | mon-ērēmus      | leg-ĕrēmus      | aud-īrēmus      |
| laud-ārētis     | mon-ērētis      | leg-ĕrētis      | aud-īrētis      |
| laud-ārent      | mon-ērent       | leg-ĕrent       | aud-īrent       |

###### Imperfetto (diatesi passiva)
Come per l'attivo, ma si aggiungono le desinenze tipiche del passivo (-r, -ris, -tur, -mur, -mini, -ntur)
| 1ª Coniugazione | 2ª Coniugazione | 3ª Coniugazione | 4ª Coniugazione |
| --------------- | --------------- | --------------- | --------------- |
| laud-ārer       | mon-ērer        | leg-ērer        | aud-īrer        |
| laud-ārēris     | mon-ērēris      | leg-erēris      | aud-īrēris      |
| laud-āretur     | mon-ērētur      | leg-erētur      | aud-īrētur      |
| laud-ārēmur     | mon-ērēmur      | leg-erēmur      | aud-īrēmur      |
| laud-ārēmĭnī    | mon-ērēmĭnī     | leg-erēmĭnī     | aud-īrēmĭnī     |
| laud-ārentur    | mon-ērentur     | leg-erentur     | aud-īrentur     |

###### Perfetto (diatesi attiva)
Si forma prendendo il tema del perfetto aggiungendo -eri + -m, -s, -t, -mus, -tis, -nt
| laudāv-ĕrim   |
| laudāv-ĕris   |
| laudāv-ĕrit   |
| laudāv-erĭmus |
| laudāv-erĭtis |
| laudāv-ĕrint  |

###### Perfetto (diatesi passiva)
Per tutte e 4 le coniugazioni, si prende il participio perfetto assieme al verbo sum coniugato al presente congiuntivo
| Maschile      | Femminile      | Neutro        |
| ------------- | -------------- | ------------- |
| laudātus sim  | laudāta sim    | laudātum sim  |
| laudātus sīs  | laudāta sīs    | laudātum sīs  |
| laudātus sit  | laudāta sit    | laudātum sit  |
| laudātī sīmus | laudātae sīmus | laudāta sīmus |
| laudātī sītis | laudātae sītis | laudāta sītis |
| laudātī sīnt  | laudātae sint  | laudāta sint  |

###### Piuccheperfetto (diatesi attiva)
Per tutte e 4 le coniugazioni, si prende la forma dell'infinito perfetto (formato dal tema del perfetto con la desinenza -īsse) e si aggiungono i suffissi personali.
| laudāvisse-m   |
| laudāvissē-s   |
| laudāvisse-t   |
| laudāvissē-mus |
| laudāvissē-tis |
| laudāvisse-nt  |

###### Piuccheperfetto (diatesi passiva)
Per tutte e 4 le coniugazioni, si prende il participio perfetto con il verbo sum coniugato all'imperfetto congiuntivo.
| Maschile        | Femminile        | Neutro          |
| --------------- | ---------------- | --------------- |
| laudātus essem  | laudāta essem    | laudātum essem  |
| laudātus essēs  | laudāta essēs    | laudātum essēs  |
| laudātus esset  | laudāta esset    | laudātum esset  |
| laudātī essēmus | laudātae essēmus | laudāta essēmus |
| laudātī essētis | laudātae essētis | laudāta essētis |
| laudātī essent  | laudātae essent  | laudāta essent  |

##### Modo imperativo
Presente (diatesi attiva)
Formazione: tema del presente + vocale tematica + (solo per la II pers. pl.) -te
|                      | 1ª coniugazione | 2ª coniugazione | 3ª coniugazione | 4ª coniugazione |
| -------------------- | --------------- | --------------- | --------------- | --------------- |
| 2ª persona singolare | am-ā            | mon-ē           | leg-e           | aud-ī           |
| 2ª persona plurale   | am-ā-te         | mon-ē-te        | leg-ĭ-te        | aud-ī-te        |

Nota: i verbi dico, duco, facio e fero alla seconda persona singolare fanno rispettivamente: dic, duc, fac e fer
Presente (diatesi passiva)
La seconda persona singolare dell'imperativo presente passivo coincide con l'infinito presente attivo, la seconda persona plurale invece alla seconda persona plurale passiva del presente indicativo.
|                      | 1ª coniugazione | 2ª coniugazione | 3ª coniugazione | 4ª coniugazione |
| -------------------- | --------------- | --------------- | --------------- | --------------- |
| 2ª persona singolare | laudāre         | monēre          | legĕre          | audīre          |
| 2ª persona plurale   | laudāmĭnī       | monēmĭnī        | legimĭnī        | audīmĭnī        |

Futuro
L'imperativo futuro presenta solo la diatesi attiva, e a differenza del presente si coniuga anche per la 3ª persona singolare e plurale
Formazione: tema del presente + vocale tematica + desinenze dell'imperativo futuro 
Desinenze dell'imperativo futuro:
-tō (2ª e 3ª singolari), -tōte (2ª plurale), -ntō (3ª plurale)
|                      | 1ª coniugazione | 2ª coniugazione | 3ª coniugazione | 4ª coniugazione |
| -------------------- | --------------- | --------------- | --------------- | --------------- |
| 2ª persona singolare | laud-ātō        | mon-ētō         | leg-ĭtō         | aud-ītō         |
| 3ª persona singolare | laud-ātō        | mon-ētō         | leg-ĭtō         | aud-ītō         |
| 2ª persona plurale   | laud-ātōte      | mon-ētōte       | leg-itōte       | aud-ītōte       |
| 3ª persona plurale   | laud-antō       | mon-entō        | leg-untō        | aud-iuntō       |

##### Gerundio
Il gerundio latino, pur avendo una forma morfologica molto simile a quella del gerundio italiano, non ha la stessa funzione che ricopre nella lingua italiana, in quanto nella lingua latina funge da declinazione dell'infinito. È pertanto un sostantivo verbale che ha sempre valore attivo.
Il gerundio non presenta il caso nominativo (rappresentato infatti dall'infinito stesso), mentre nel resto dei casi si riconosce per la presenza del suffisso "-andī (gen.), -ō (dat.), -um (acc.), -ō (abl.)" per la prima coniugazione, "-endī (gen.), -o (dat.), -um (acc., solo in presenza di preposizioni, come complemento oggetto si usa l'infinito), -ō (abl.)" per la seconda e la terza coniugazione e "-iendī (gen.), -ō (dat.), -um (acc., vedi sopra), -ō (abl.)" per la quarta. Si forma dal tema del presente.

###### Declinazione del gerundio
| Caso       | Latino         | Italiano      | Note     |
| ---------- | -------------- | ------------- | -------- |
| Nominativo | laudare        | il lodare     | infinito |
| Genitivo   | laudandī       | del lodare    |          |
| Dativo     | laudandō       | al lodare     |          |
| Accusativo | (ad) laudandum | per il lodare | finale   |
| Ablativo   | laudandō       | con il lodare |          |

Come si evince dalla tabella soprastante, il gerundio latino si traduce come il gerundio italiano solo nel caso ablativo, negli altri casi funge da declinazione dell'infinito solo nei casi in cui dipende da sostantivo o aggettivo:
Es: 
- La speranza di vincere la battaglia.
- Spēs vincendī bellum.
- L'arte di amare: 
- Ars amandī.
Il gerundio può essere accompagnato da un oggetto diretto (complemento oggetto) solo nei casi genitivo o ablativo senza preposizione; negli altri casi (dat., acc. e abl. con preposizione) si utilizza di norma il gerundivo. Anche nei due casi in cui si può utilizzare il gerundio, si preferisce l'uso del gerundivo, eccetto quando l'oggetto è rappresentato da un aggettivo o da un pronome neutro, dove si possono trovare entrambe le forme.
L'infinito declinato dipendente da un verbo non si traduce con il gerundio: infatti nella frase Decisi di venire, non si esprime una declinazione dell'infinito, ma una subordinata oggettiva.
Il caso accusativo del gerundio è quasi esclusivamente utilizzato preceduto dalla preposizione ad, e serve ad esprimere una subordinata finale: Senatus mīsit legātōs ad implōrandum pācem si traduce come Il senato inviò gli ambasciatori per chiedere la pace. Si noti comunque che il latino classico rifugge dai concetti astratti e preferisce le forme gerundive ad pācem implōrandam (letteralmente per la pace da chiedere).

##### Il gerundivo
Il gerundivo invece rappresenta un aggettivo verbale con valore passivo, che esprime il dovere o la necessità: Liber legendus si tradurrà appunto il libro da leggere, che deve essere letto. Si declina come un aggettivo della prima classe e si forma aggiungendo al tema del presente del verbo le terminazioni "-andus, -a, um" per la prima coniugazione, "-endus, -a, -um" per la seconda e la terza e "-iendus, -a, -um" per la quarta.
Il gerundivo è particolarmente utilizzato nella lingua latina all'interno della cosiddetta perifrastica passiva, formata da un gerundivo e da una voce del verbo essere. Questa particolare costruzione esprime l'idea passiva del dovere, della necessità:
Esempio: Carthāgō dēlenda est si tradurrà Cartagine deve essere distrutta.
È da notare che il complemento d'agente nella perifrastica passiva è espresso in caso dativo; in caso di confusione per la presenza di altri dativi, si segue la normale regola dell'ā o ab + ablativo.
Esempio: Nōbīs dē proelĭō cōgitandum est va tradotto Noi dobbiamo riflettere sulla guerra (Letteralmente: È da riflettere sulla guerra da parte nostra).

##### Participio
Per la sensibilità grammaticale dei latini, il participio era una parte del discorso a sé, per la sua particolarità di avere caratteri della declinazione (genere e caso) e della coniugazione (i tempi e le diatesi). Infatti il suo nome, participium, è dovuto proprio al fatto che esso partecipa del nome e del verbo.

Nella lingua latina esistono tre tempi del participio: presente, perfetto e futuro. La traduzione del presente e del perfetto corrispondono a quella italiana (legēns = che legge, lēctus = che è letto), si può concludere quindi che il participio presente ha valore di contemporaneità ed è sempre attivo, quello perfetto ha valore di anteriorità ed è sempre passivo. Il participio futuro, invece, non esiste più in italiano, ma si può tradurre dal latino con una perifrastica attiva. I participi futuri latini sono caratterizzati dalla terminazione in -ūrus, -ūra, -ūrum. Sono presenti residui del participio futuro latino nella lingua italiana, come ad esempio venturo (= che verrà), nascituro (= che nascerà), futuro (= che sarà), duraturo (= che durerà), ecc. Tale participio in italiano non ha strettamente valore di posteriorità, ma di imminenza, predestinazione o intenzionalità, così la traduzione più corretta per nascituro sarà "che sta per nascere", "che è destinato a nascere" o "che ha intenzione di nascere". Il suo valore è sempre attivo.
Il participio presente si coniuga come un aggettivo della seconda classe ad un'uscita, con la particolarità che l'ablativo singolare esce in -e quando il participio viene utilizzato come sostantivo o come verbo, in -ī quando è invece un aggettivo. Il participio futuro e quello perfetto si declinano come aggettivi della prima classe.

###### Presente
| Caso       | Singolare           | Plurale maschile o femminile | Plurale neutro |
| ---------- | ------------------- | ---------------------------- | -------------- |
| Nominativo | laudāns             | laudantēs                    | laudantia      |
| Genitivo   | laudantis           | laudantium                   | laudantium     |
| Dativo     | laudantī            | laudantibus                  | laudantibus    |
| Accusativo | laudantem           | laudantēs                    | laudantia      |
| Vocativo   | laudāns             | laudantēs                    | laudantia      |
| Ablativo   | laudantī / laudante | laudantibus                  | laudantibus    |

###### Futuro
| Caso       | Masc. sing. | Femm. sing. | Neut. sing. | Masc. plur.  | Femm. plur.  | Neut. plur.  |
| ---------- | ----------- | ----------- | ----------- | ------------ | ------------ | ------------ |
| Nominativo | laudātūrus  | laudātūra   | laudātūrum  | laudātūri    | laudātūrae   | laudātūra    |
| Genitivo   | laudātūrī   | laudātūrae  | laudātūrī   | laudātūrōrum | laudātūrārum | laudātūrōrum |
| Dativo     | laudātūrō   | laudātūrae  | laudātūrō   | laudātūrīs   | laudātūrīs   | laudātūrīs   |
| Accusativo | laudātūrum  | laudātūram  | laudātūrum  | laudātūrōs   | laudātūrās   | laudātūra    |
| Vocativo   | laudātūre   | laudātūra   | laudātūrum  | laudātūrī    | laudātūrae   | laudātūra    |
| Ablativo   | laudātūrō   | laudātūra   | laudātūrō   | laudātūrīs   | laudātūrīs   | laudātūrīs   |

###### Perfetto
| Caso       | Masc. sing. | Femm. sing. | Neut. sing. | Masc. plur. | Femm. plur. | Neut. plur. |
| ---------- | ----------- | ----------- | ----------- | ----------- | ----------- | ----------- |
| Nominativo | laudātus    | laudāta     | laudātum    | laudātī     | laudātae    | laudāta     |
| Genitivo   | laudātī     | laudātae    | laudātī     | laudātōrum  | laudātārum  | laudātōrum  |
| Dativo     | laudātō     | laudātae    | laudātō     | laudātīs    | laudātīs    | laudātīs    |
| Accusativo | laudātum    | laudātam    | laudātum    | laudātōs    | laudātās    | laudāta     |
| Vocativo   | laudāte     | laudāta     | laudātum    | laudātī     | laudātae    | laudata     |
| Ablativo   | laudātō     | laudātā     | laudātō     | laudātīs    | laudātīs    | laudātīs    |

##### Infinito
Ci sono anche tre forme di infinito: presente, perfetto e futuro (che non esiste più in italiano). Questi vengono usati nelle frasi cosiddette infinitive, corrispondenti alle subordinate oggettive e soggettive.
|          | Attivo | Passivo |
| Presente | laudāre | laudārī |
| Perfetto | laudāvisse | laudāt-um esse (maschile singolare) laudāt-am esse (femminile singolare) laudāt-um esse (neutro singolare) laudāt-ōs esse (maschile plurale) laudāt-ās esse (femminile plurale) laudāt-a esse (neutro plurale) |
| Futuro   | laudātūr-um esse (maschile singolare) laudātūr-am esse (femminile singolare) laudātūr-um esse (neutro singolare) laudātūr-ōs esse (maschile plurale) laudātūr-ās esse (femminile plurale) laudātūr-a esse (neutro plurale) | laudātum īrī |

##### Supino
Il supino è un modo nominale usato nella grammatica latina. Esso è la quarta voce del paradigma dei verbi (es. laudō, ās, āvī, ātum, āre) e serve più che altro a formare altre voci verbali quali participio perfetto e participio futuro. Esso, tuttavia, ha un senso anche usato singolarmente. Esistono due tipi di supino, il supino attivo (talvolta chiamato accusativo) che è contraddistinto dalla desinenza -um (es. laudātum) che ha valore finale con verbi di movimento (es. Venērunt petītum pācem = Vennero per chiedere la pace) e il supino passivo (detto anche ablativo), con desinenza in -ū (es. laudātū), di uso molto raro, viene usato per indicare limitazione (es. Rēs horrenda audītū est = È una cosa orrenda a sentirsi). Quest'ultimo, tuttavia, è di uso assai raro e viene usato perlopiù in espressioni come Facile dictū o Difficile factū, (Facile a dirsi e difficile a farsi.)
I verbi deponenti godono di entrambi i supini.

#### Perifrastica attiva e passiva
Il latino gode di due costrutti, chiamati perifrastiche appunto perché formate da accordi tra particolari voci verbali e il verbo essere. La perifrastica attiva si compone dell'accordo tra il verbo essere e il participio futuro del verbo in questione, quella passiva col verbo essere e il gerundivo dal verbo in questione, talvolta col dativo d'agente o dal classico complemento d'agente in caso di due dativi nella frase.

##### Perifrastica attiva
Nella grammatica latina, si chiama perifrastica attiva (o coniugazione perifrastica attiva), un tipo di costruzione costituita dal participio futuro accompagnato dal verbo sum "essere" (in tutti i tempi dell'indicativo e del congiuntivo). Essa esprime l'idea di un'azione che si ha intenzione di fare o che è sul punto di avvenire.

##### Perifrastica passiva
La perifrastica passiva è il modo con cui viene chiamato un costrutto sintattico della lingua latina. Essa è una perifrasi che esprime il significato di dovere o necessità di compiere un'azione e si costruisce con il gerundivo del verbo seguito da sum coniugato al modo e tempo opportuno.

### Parti invariabili del discorso
Le principali parti invariabili del discorso sono l'avverbio, le preposizioni, le congiunzioni e le interiezioni.

#### Avverbi
L'avverbio è legato al verbo o al nome o all'aggettivo o ad altro avverbio, ne modifica in parte il significato.
- Gli avverbi latini possono derivare da aggettivi o participi ed in tal caso escono in -e (docte, dottamente, da doctus; libere, liberamente da liber; pulchre, bellamente, da pulcher).[3] Possono anche uscire in -iter (breviter da brevis; sapienter da sapiens). Vi sono avverbi in -im (certatim, a gara; nominatim, per nome; gradatim, gradatamente; partim, in parte; passim, qua e là; paulatim, a poco a poco; praesertim, specialmente; privatim, privatamente; raptim, in fretta; separatim, separatamente; vicissim, vicendevolmente, viritim, per testa, ecc.). Altri escono in -ĭtus e derivano da sostantivi o aggettivi: antiquitus, dall'antichità; divinitus, divinamente; penitus, profondamente, ecc. Ci sono avverbi in -o (certo, certamente; consulto, di proposito; falso, a torto; manifesto, manifestamente; merito, meritatamente; necessario, necessariamente; perpetuo, senza interruzione; raro, raramente; tuto, sicuramente, etc). Ci sono pure avverbi con uscita in -am: clam, di nascosto; coram, di fronte; palam, palesemente; perperam, a torto, etc. Altri avverbi sono di uscita varia: adeo, talmente; aliter, altrimenti; fere, quasi; forte, per caso; frustra, invano; gratis, gratuitamente; ita, così; item, parimenti; paene, quasi; pariter, parimenti; praecipue, specialmente; prope, quasi; sic, così; sponte, spontaneamente; ut, come; vix, a stento, etc.
- Avverbi di quantità: admŏdum, assai; affătim, in abbondanza; aliquantum, alquanto; amplius, più; magnopere, grandemente; minus, meno; multum, molto; nihil, nulla; nimis e nimium, troppo; omnīno, affatto; parum e paulum, poco; plurimum, moltissimo; plus, più; prorsus, affatto; quantum, quanto; satis, abbastanza; tantopere e tantum, tanto; tantundem, altrettanto; valde, assai.
- Avverbi di luogo

| Pronome di origine | Stato in luogo             | Moto a luogo                 | Moto da luogo               | Moto per luogo             |
| ------------------ | -------------------------- | ---------------------------- | --------------------------- | -------------------------- |
| Qui                | ubi = dove?                | quo= dove?                   | unde = da dove?             | qua = per dove?            |
| Hic                | hic = qui                  | huc = qua                    | hinc = di qua               | hac = per di qua           |
| Iste               | istic = costì              | istúc = costà                | istínc = di costà           | istác = per costà          |
| Ibi                | illíc = lì                 | illúc = là                   | illínc = di là              | illác = per di là          |
| Quicumque          | ubicumque = dovunque       | quocumque = ovunque          | undecumque = da ogni luogo  | quacumque = per ogni luogo |
| Aliquis            | alicŭbi = in qualche luogo | aliquo = verso qualche luogo | alicunde = da qualche luogo | alĭqua = per qualche luogo |
| Quisque            | ubīque = dappertutto       | -----                        | undĭque = da ogni luogo     | -----                      |
| Alius              | alĭbi = altrove            | alio = verso altro luogo     | aliunde = da altro luogo    | aliā = per un altro luogo  |
| Uterque            | -----                      | utroque = in ambe le parti   | utrimque = da ambe le parti | -----                      |

- Avverbi di luogo di derivazione varia: commĭnus, da vicino; emĭnus, da lontano; nusquam, in nessun luogo; usquam, in qualche luogo; procul, lontano; prope, vicino; passim, qua e là; ante, davanti; post, dietro; circa (circum), intorno; citra, di qua; ultra, di là; infra, sotto; supra, sopra.
- Avverbi di tempo.

A) Quando? (= quando?): aliquando, una volta, un giorno; antĕa, prima; antehac, prima d'ora; eoit, presto; mane, di mattina; mox, ben presto; noctu, di notte; nudiustertius, l'altro giorno; confestim e continuo, subito; cras, domani; deinde, poi; demum e denĭque, finalmente; denuo, di nuovo; extemplo, immediatamente; heri, ieri; hodie, oggi; illĭco, subito; initio, da principio; interdiu, di giorno; intĕrim o interea, frattanto; nunc, ora; olim, una volta (riferito al passato); postea, in seguito; postridie, il giorno dopo; pridie, il giorno prima; propediem, fra poco; protĭnus, all'improvviso; quondam, una volta (riferito al passato); repente, a un tratto; rursus, di nuovo; statim, subito; tandem, finalmente; tum, allora; vespere o vesperi, di sera.
B) Per quanto tempo (= quamdiu?): aliquamdiu, per qualche tempo; diu, a lungo; parumper e paulisper, per un po' di tempo; paulŭlum, per un po' di tempo; quamdiu, per quanto tempo; tamdiu, così a lungo; tantisper, per tanto tempo.
C) Fino a quando ( = quousque?): adhuc, finora; etiam nunc, ancora; etiam tum, fino allora; hactĕnus, fino a questo punto; quousque, fino a quando; semper, sempre.
D) Quanto tempo fa? (= quamprīdem?): abhinc, da questo momento; dudum, poco fa; exinde, già da allora; iam diu e iam dudum, già da tempo; nuper, poco fa; pridem, già da tempo; proxime, ultimamente; quampridem, quanto tempo fa.
E) Quante volte? (= quoties?): alias, altre volte; aliquoties, alcune volte; interdum e nonnumquam, talvolta; cotidie, ogni giorno; saepe, spesso; identĭdem, di tratto in tratto; numquam, mai; plerumque, per lo più; quotannis, ogni anno; quoties, quante volte; raro, raramente; toties, tante volte.
- Avverbi di affermazione: equĭdem, in verità; ita e sic, così; sane e vere, certamente (posposti); enimvēro, certamente; nimīrum, senza dubbio; utĭque, certamente; scilĭcet, evidentemente; videlĭcet, evidentemente.
- Avverbi di negazione: non, non; haud, non; ne...quidem, neppure[4]; minime, niente affatto; nequāquam e haudquāquam, per nulla affatto; nec e neque, e non; neutĭquam, in nessun modo.
- Avverbi interrogativi: ubi?, dove?; quo"?, verso dove?; unde?, donde?; qua?, per dove?; quando?, quando?; quamdiu?, per quanto tempo?; quoties?, quante volte?; quousque?, fino a quando?; quomŏdo? e quemadmŏdum?, come?; cur?, perché?; quare?, perché?; quam e quantum?, quanto?.
- Avverbi di dubbio: forsitan e fortasse che significano "forse", "probabilmente".[5]

#### I gradi dell'avverbio
Il comparativo dell'avverbio coincide con il comparativo neutro dell'aggettivo. Quindi ha la terminazione in -ius.
Per esempio:
cupid-e (avidamente) fa cupid-ius (più avidamente)
audac-iter (audacemente) fa audac-ius (più audacemente)
Il superlativo dell'avverbio si forma con la terminazione -e sostituita alla terminazione -i del genitivo singolare dell'aggettivo superlativo.
es.: celerrim-i (velocissimo) celerrim-e (velocissimamente)
maxim-i (massimo) maxim-e (massimamente)
maturrim-i (molto affrettato) maturrim-e (molto affrettatamente)
maxime dubius (dubbiosissimo) maxime dubie (molto dubbiosamente)

#### Preposizioni
La preposizione si pone davanti (pre-posizione) al nome latino, determinandone il caso, per chiarire il suo rapporto con altre parti della proposizione. 
Esempi: a (ab), da; ad, verso, a; de, da, circa; e (ex), da, di; in, in, dentro; per, attraverso, per; pro, davanti, al posto di; post, dopo. Ogni preposizione è seguita da un particolare caso: certe vogliono l'accusativo, altre invece l'ablativo.
Si dà qui un elenco delle principali preposizioni.
- Preposizioni che reggono l'accusativo: ad e a, verso (presso, circa); adversus, contro (verso, dirimpetto); ante, davanti (prima); apud, presso; circa e circum, intorno a; cis e citra, di qua da; contra, contro; erga, verso (di sentimento); extra, fuori (eccetto); infra, sotto; inter, fra (tra); intra, entro (al di qua); iuxta, accanto; ob, per (= "a causa di", quando la causa è esterna); penes, presso (in potere di); per, per mezzo di (durante); post, dopo; praeter, oltre (eccetto); prope, presso (vicino); propter, a causa di (causa esterna); secundum, lungo ("secondo"); supra, sopra; trans, di là; ultra, oltre; versus, verso (posposta; di moto).
- Preposizioni che reggono l'ablativo: a e ab, da; absque, senza; coram, in presenza di; cum, con; de, da, di (intorno a, riguardo a); e e ex, da; prae, per (causa impediente), davanti, in confronto di; pro, davanti (in luogo di, in difesa di); sine, senza; tenus, fino a (posposta).
- Preposizioni che reggono l'accusativo e l'ablativo: in, in; sub, sotto, (verso, poco prima, poco dopo); subter, sotto; super, sopra. Le preposizioni in e sub si costruiscono con l'ablativo dopo i verbi o le locuzioni indicanti quiete[7]; vogliono invece l'accusativo coi verbi di movimento.[8] Inoltre sub con l'accusativo introduce circostanze di tempo, come sub vesperum, verso sera; sub adventum, poco prima dell'arrivo, etc.

#### Congiunzioni
La congiunzione ha la funzione di collegare, congiungere tra loro elementi di una proposizione o di diverse proposizioni. Le congiunzioni vengono dette anche connettivi e possono avere funzione di coordinazione o di subordinazione.
Esempi: et, atque, ac, quoque, etiam, aut, vel, nec, neque (coordinanti); ut, quod, quia, cum, antequam, postquam (subordinanti).

#### Interiezioni
Le interiezioni sono esclamazioni inserite nel discorso. Si dicono proprie, quando esprimono emozioni e improprie, quando si tratta di nomi o frasi fatte.

## Sintassi
La sintassi è la parte della linguistica che descrive e studia il modo in cui i vari elementi del discorso si uniscono per formare degli enunciati. Diversi sono i metodi, alcuni di diffusione recente, usati dagli studiosi per render ragione di fenomeni che coinvolgono da un lato l'articolazione degli elementi morfologici e dall'altro la vera e propria espressione del pensiero. In questa sede pare opportuno attenersi al linguaggio tradizionale utilizzato tuttora in larga misura nell'insegnamento del latino nelle scuole secondarie.

### Sintassi della frase semplice (analisi logica)
Si considera frase semplice un enunciato costituito, secondo la terminologia tradizionale dell'analisi logica, da soggetto e predicato. A questi due elementi (talora uno dei due può essere sottinteso) se ne possono aggiungere altri, ovvero i vari tipi di complemento. In latino il sistema dei casi, che si applica a nomi, pronomi e aggettivi permette di identificare la funzione attribuita a tali parole nella frase. In italiano, invece, è determinante l'ordine delle parole per distinguere il soggetto dal complemento oggetto e l'uso delle preposizioni per formare i complementi indiretti.

#### Sintassi dei casi: Nominativo
Il nominativo compare nella lingua latina con diverse funzioni semplici:
- Soggetto (ed eventuali attributi e apposizioni del soggetto, valido per tutte le possibili traduzioni)

| « Amicus meus aquam non timet.»  |
| «Il mio amico non teme l'acqua.» |

- Nome del predicato (in frasi con predicato nominale)

| «Schola magistra vitae est.»   |
| «La scuola è maestra di vita.» |

- Complemento predicativo del soggetto

| «Celtae nostra lingua Galli appellantur.»          |
| «Nella nostra lingua i Celti sono chiamati Galli.» |

(vedi anche: Il doppio nominativo)
- Termine a sé, senza alcun rapporto sintattico con il resto della frase

| «Resŏnent mihi «Cynthia» silvae. » |
| « Cinzia» mi risuonino i boschi.»  |

- Frasi nominali

| «Quot homines tot sententiae.»      |
| «Tanti i pareri quanti gli uomini.» |

- In esclamazioni

| « Indigna homine dubitatio.»   |
| «Dubbio non degno di un uomo.» |

##### Il doppio nominativo
Si tratta di un costrutto che richiede la presenza di un predicativo del soggetto. Questo costrutto è quindi ammesso da alcuni tipi di verbi, quali verbi appellativi, elettivi ed estimativi (solo se in forma passiva), che qui chiameremo copulativi. Il predicativo del soggetto rimane in nominativo anche quando il verbo copulativo è all'infinito, preceduto da un verbo servile.
| « Vercingetŏrix rex a suis appellatur. »  |
| « Vercingetorige è chiamato re dai suoi.» |

| « Socrates [...] parens philosopiae iure dici potest.»      |
| «Socrate può essere detto padre della filosofia a diritto.» |

##### Il verbovideor
Il verbo videor talvolta si comporta come un normale verbo copulativo
| « Haec tibi ridicula videntur.»     |
| «Queste cose ti sembrano ridicole.» |

In altri casi si può trovare quello che è comunemente definito costrutto personale, in cui il verbo videor è concordato con il soggetto, ed è seguito da un infinito:
- Del verbo sum in funzione di copula, seguito dal predicato nominale
- Di qualsiasi altro verbo. Se si tratta di infinito perfetto passivo o futuro attivo o passivo, la forma derivata dal supino (participio passato o futuro) in nominativo.

Il costrutto personale di videor si traduce in italiano con la forma impersonale del verbo sembrare, alla 3º persona singolare e seguito da una proposizione subordinata soggettiva che ha per soggetto il soggetto di videor: infatti la traduzione letterale risulta inaccettabile in italiano.
- Oltre al verbo videor, questo tipo di costrutto viene usato dai verbi che significano dire, raccontare, tramandare e da quelli che significano comandare, vietare, proibire, permettere, costringere se usati al passivo

| «Tibi stultus esse videor.»    |
| «Ti sembra che io sia sciocco» |

| «Pompeius 'visus est mihi vehementer esse perturbatus» |
| « Mi è sembrato che Pompeo fosse molto turbato»        |

| « Prohibĭti estis in provincia vestra pedem ponere»      |
| «Vi fu impedito di mettere piede nella vostra provincia» |

Talvolta il verbo videor compare inoltre nella costruzione apparentemente impersonale. In questo costrutto il verbo videor compare alla 3º persona singolare, ed è seguito da un verbo all'infinito, o da una intera proposizione infinitiva. Il nome apparentemente impersonale deriva infatti dal fatto che il verbo videor compare come nel costrutto impersonale, ma il soggetto esiste e consiste in un verbo all'infinito o in una intera proposizione infinitiva soggettiva. Videor compare in questo costrutto quando:
- ha valore deliberativo (sembrar bene, opportuno)
- si trova insieme a un aggettivo neutro (facile, utile, opportunum)
- è seguito da un verbo assolutamente impersonale(piget, pudet, paenitet, miseret, taedet) o una forma impersonale
- viene usato dai verbi che significano dire, raccontare, tramandare e da quelli che significano comandare, vietare, proibire, permettere, costringere se usati al passivo, nei casi di valore deliberativo, di aggettivo neutro, di verbo o forma impersonali
- se regge la costruzione fore ut + congiuntivo(presente con tempo principale nella reggente, imperfetto con tempo storico), utilizzata per formare l'infinito futuro dei verbi senza supino

| «Nunc mihi est visum de senectute aliquid ad te scribĕre»                          |
| «Adesso mi è sembrato opportuno scrivere per te qualcosa riguardo alla vecchiaia.» |

| «Mihi arduum videtur res gestas scribere.»       |
| « Mi sembra arduo scrivere le vicende storiche.» |

| «Mihi videtur [...] de genere belli esse dicendum.»        |
| «Mi sembra che sia necessario parlare del tipo di guerra.» |

| «Dicitur eo tempore matrem Pausaniae venixisse.»                |
| «Si dice che la madre di Pausania sia vissuta in quel periodo.» |

Ancora il verbo videor e gli altri verbi di cui sopra possono comparire nella costruzione totalmente impersonale, come accennato prima, in forma di locuzione incidentale (es.: come sembra, ut videtur)
| «Coniurati paratis - ut videbatur - magnis copiis constituerant ut [...]»                   |
| «Dopo aver preparato - come sembrava - grandi truppe i congiurati avevano deciso che [...]» |

| « Platonem ferunt in Italiam venisse»          |
| «Si racconta che Platone sia venuto in Italia» |

#### Sintassi dei casi: Genitivo
Il genitivo è usato in latino per determinare appartenenza a un determinato insieme, proprio o figurato. Può essere tradotto in italiano, a seconda dei casi, in diversi modi.

##### Genitivo epesegetico o dichiarativo
È il vero e proprio complemento di specificazione, in quanto esprime la specie di un genere, ossia specifica, determina un concetto generico.
| Vulgare amici nomen sed rara est fides        |
| Il nome di amico è comune ma la lealtà e rara |

Il concetto di "nome" è specificato dal genitivo amici, "di amico".
- Inimicus, amicus, aequalis, propinquus, familiaris quando sono usati come aggettivi reggono il dativo della cosa di cui si è amici o nemici ecc.(in alcuni dialetti italiani questa costruzione è ancora oggi usata, basti infatti pensare alla forma "essere amico a qualcuno")

| Boni improbis [...] amici esse non possunt      |
| Gli onesti non possono essere amici dei malvagi |

- Il genitivo epesegetico, unito a causa o gratia, forma sintagmi usati per indicare il fine di un'azione.

| Vercingetŏrix [...] Gallos hortatur ut communis libertatis causa arma capiant |
| Vercingetorige esorta i galli a impugnare le armi per la comune libertà       |

##### Genitivo di possesso
Il genitivo di possesso precisa l'appartenenza di una persona o una cosa a un'altra.
| Cimon atheniensis, Miltiădis filius |
| Cimone ateniese, figlio di Milziade |

- Il genitivo di possesso può avere funzione:
  - attributiva
  - predicativa

| Galea Marci lucida est.  |
| L'elmo di Marco è lucido |

| Haec galea est Marci  |
| Quest'elmo è di Marco |

- In presenza del genitivo di possesso di un nome proprio, il termine che indica la parentela stretta è spesso sottinteso

| Marcus Titi            |
| Marco [figlio] di Tito |

- In presenza del genitivo di un nome di divinità, il termine templum è spesso sottinteso: Ad Iovi = Ad templum Iovi.
- Il possesso può venire espresso con altre strutture sintattiche:
  - genitivo in funzione attributiva
  - dativo (In Pompeiano theatro = In theatro Pompeii - Si veda dativo di possesso più avanti)

##### Genitivo soggettivo
| Metus hostium        |
| Il timore dei nemici |

Dal contesto si potrà capire se i nemici (hostium) sono il soggetto logico del "temere" (metus). Quindi la frase significherà "il timore che i nemici provano".

##### Genitivo oggettivo
| Metus hostium        |
| Il timore dei nemici |

Dal contesto si potrà capire se i nemici (hostium) sono l'oggetto logico del "temere" (metus). Quindi la frase significherà "il timore per i nemici".
Spesso il genitivo oggettivo in italiano è preceduto dalle particelle "per, verso, contro, riguardo a..."

##### Genitivo di qualità
Indica le qualità morali possedute permanentemente da qualcuno. Si può trovare in due funzioni:
- attributiva
- predicativa (con verbo sum)

| C. Volusenus [...] vir et consili magni et virtutis. |
| Gaio Volseno, uomo sia di grande senno che valore    |

| Vive memor quam sis aevi brevis.           |
| Vivi memore di quanto sia tu di vita breve |

Questo costrutto esprime generalmente qualità permanenti. Per qualità non durature, si usa invece l'ablativo strumentale-sociativo.

##### Genitivo di pertinenza
Il genitivo di pertinenza (o di convenienza) indica la persona a cui si addice un compito, la persona che per convenienza sociale deve fare, o la qualità in cui rientra un certo comportamento. È usato sempre in funzione predicativa, con il verbo sum, ed è utile usare espressioni del tipo "è proprio di..." "è dovere di..." ecc. per tradurlo correttamente.
| «Est adulescentis maiores natu verēri.»        |
| «È dovere del giovane rispettare gli anziani.» |

| «Cuiusvis hominis est errare nullīus nisi insipientis perseverare in errorem.»                      |
| «È proprio di tutti gli uomini sbagliare, di nessuno fuorché degli stolti perseverare nell'errore.» |

- Quando la persona a cui tocca il compito o il dovere dovrebbe essere espressa con un pronome, esso è di norma sostituito da un possessivo, come accade peraltro in italiano, alla forma nominativa neutra. Alla terza persona si troverà solamente eius, eorum, a meno che non si tratti di un riflessivo. Nel caso si tratti di un riflessivo, si troverà suum.

| «Ne mihi noceant (homines scelerati ac nefatii) vestrum est providere»                    |
| « È compito vostro provvedere a che non mi nuocciano (quegli uomini scellerati ed empi).» |

##### Altri genitivi di specificazione e appartenenza
Alla funzione di specificazione e appartenenza si possono ricondurre anche:
- Genitivo di età, usato soprattutto in dipendenza da nomi come puer, adulescens, senex in espressioni del tipo puer decem annorum (un ragazzo di dieci anni - letteralmente dieci di anni)
- Genitivo di misura, in espressioni come classis ducentarum navium, (una flotta di duecento navi - letteralmente flotta di duecento di navi)
- Genitivo che segue una locuzione di tempo in espressioni come pridie eius diei (il giorno precedente - letteralmente il giorno prima di quel giorno.

| «Secum duxit filium Hannibalem annorum novem»     |
| «Condusse con sé il figlio Annibale di nove anni» |

| «Aggerem ac vallum XII pedum extruit.»               |
| «Costruì un terrapieno e una palizzata di 12 piedi.» |

##### Genitivo partitivo
La parola in genitivo indica la totalità, di cui si prende in considerazione una parte soltanto. È spesso usato per determinare sostantivi o pronomi interrogativi e indefiniti che indicano una parte, oltre che avverbi che indicano una quantità. Al suo posto può essere usato l'ablativo o l'accusativo preceduto dalla preposizione inter.
| «Maior pars mortalium de naturae malignitate conquerĭtur.»              |
| «La maggior parte dei mortali si lamenta della malignità della natura.» |

Il genitivo partitivo si trova inoltre comunemente usato:
- dopo un superlativo relativo
- dopo l'interrogativo uter e gli indefiniti plerique, uterque, neuter, quando seguiti da un pronome
- dopo avverbi di luogo e tempo

| «Iugurtha homo omnium [...] sceleratissimus.» |
| «Giugurta, l'uomo più scellerato di tutti.»   |

| «Uter nostrum est cupidior?»      |
| «Chi di noi è il più desideroso?» |

| «Ubi terrarum sumus?»                     |
| «In quale parte della terra ci troviamo?» |

##### Il genitivo con gli aggettivi
Un sostantivo in genitivo riferito a un aggettivo specifica  a che realtà è riferito l'aggettivo.
- Si può trovare il genitivo di relazione dopo aggettivi che indicano:
  - Desiderio, passione, interesse, avversione
  - Abbondanza, mancanza, privazione
  - Partecipazione ed esclusione
  - Conoscenza, ignoranza, esperienza, inesperienza
  - Somiglianza e diversità

| «Laudis avidi erant.»   |
| «Erano avidi di gloria» |

| «Plena errorum sunt omnia.» |
| «Tutto è pieno di errori»   |

| «Erant complures [...] consilii huiusce particĭpes nobiles» |
| « C'erano parecchi nobili al corrente di questo piano»      |

| «(Nostri erant) huius generis pugnae imperīti»               |
| «(I nostri erano) inesperti di questo tipo di combattimento» |

| «Me [...] tui similem existimasti» |
| «Mi hai considerato simile a te»   |

- Possono essere seguiti da un genitivo di relazione anche alcuni participi, se usati con funzione di aggettivo.

| «Corpus patiens inediae, algōris, vigiliae»                              |
| «Il (suo) corpo (era) capace di sopportare la fame, il freddo, il sonno» |

- Specialmente nel latino arcaico e poetico, è possibile trovare genitivi di relazione in dipendenza da sostantivi e aggettivi non segnalati precedentemente.

| «Sanus mentis»  |
| «Sano di mente» |

| «Integer aevi»                   |
| «Non toccato dall'età [giovane]» |

| «Fessi rerum»              |
| «Stanchi della situazione» |

##### Il genitivo in funzione di oggetto
In taluni verbi intransitivi in latino ma transitivi in italiano, il complemento obbligatorio o attante con funzione di oggetto compare in genitivo. Si tratta delle seguenti categorie:
- I verbi di memoria (memini, reminiscor, commoneo, obliviscor)
- I verbi di privazione (egeo, indigeo, careo)
- Il verbo potior nelle formule come potiri rerum (impadronirsi del potere). Talvolta compare anche in altri casi costruito con il genitivo, ma comunemente regge la costruzione con l'ablativo
- Verbi e aggettivi che indicano dominio. Va però osservato che mentre per gli aggettivi il genitivo è comune, per i verbi è raro e compare quasi solo in testi poetici

Memini neque umquam obliviscar noctis illius (Cic., Planc., 101).
Ricordo e non dimenticherò mai quella notte.
Indigeo tui consilii (Cic., Att. 12, 35, 2).
Ho bisogno del tuo consiglio.
Rerum potiri volunt (Cic. Cat. 2, 19).
Vogliono impadronirsi del potere.
Daunus agrestium regnavit populorum (Hor. Carm. 3, 30, 11-12).
Dauno regnò su popoli contadini.

##### Genitivo avverbiale con i verbi di stima
I verbi che significano stimare, considerare, valere, contare sono solitamente accompagnati da forme avverbiali con la terminazione in genitivo come magni, pluris, plurimi, maioris, maximi, parvi, minoris, minimi, nihili, tanti, quanti.
Voluptatem virtus minimi facit (Cic. Fin. 2, 42).
La virtù non stima per nulla il piacere.
Parvi sunt foris arma nisi est consilium domi (Cic. Off. 1, 76).
Valgono poco le armi all'esterno, se non c'è senno in patria.

##### Genitivo con verbi di accusa e condanna
I verbi che significano accusare, portare in giudizio, dimostrare la colpevolezza, condannare, assolvere sono quasi sempre seguiti dal genitivo del sostantivo indicante la colpa di cui si è assolti o accusati o condannati.
Nicomedes furti damnatus est (Cic. Flacc. 43).
Nicomede fu condannato per furto.
-per esprimere la colpa viene talvolta usato, al posto del genitivo, de + ablativo
Damnare aliquem de maiestāte.
Condannare qualcuno di lesa maestà.
Questo costrutto è sempre usato con il sostantivo vis che è privo di genitivo.

##### Il genitivo coninteresterefert
I verbi impersonali interest e refert sono generalmente costruiti con il genitivo della persona a cui importa. La cosa che importa di norma viene invece espressa con un pronome neutro (hoc, id, illud), con un infinito o con una proposizione subordinata soggettiva.
```
Interest omnium
 recte facĕre (Cic. Fin. 2, 72)

A tutti importa
 agire bene

Non refert
 quam multos (libros) sed quam bonos habeas
```

(Sen. Ep. 45, 1)
```
Non importa
 quanti (libri) hai, ma quanti (ne hai) di buoni.
```

Quando la persona a cui importa è espressa tramite un pronome personale, si usano le forme di 1º o 2º persona femminile del pronome possessivo (mea, tua, nostra, vestra). Per la terza persona è usato sua solo per i riflessivi, altrimenti si trova eius, eorum, earum ecc.
```
Magni 
mea interest
 hoc tuos omnes scire (Cic. Fam. 6, 10, 3)

Mi interessa
 molto che tutti i tuoi amici sappiano ciò.
```

Non ci interessa la tua opinione
Non nostra refert tuam opinionem
Non ti interessa sapere le cose del mondo?
Non tua interest scire res mundi?
Sono molto interessato al tuo operato
Magni mea interest tuam opem
A quelli non interessa vincere
Illorum non refert vincere
A lui interessa davvero tanto partecipare alla gara
Eius permagni interest certaminis partecipem esse

##### Il genitivo con i verbi impersonalimiseret, paenitet, piget, pudet, taedet
I verbi impersonali miseret (avere compassione di), paenitet (pentirsi di), piget (dispiacersi di), pudet (vergognarsi di) e taedet (annoiarsi di) richiedono il genitivo della cosa di cui una persona ha compassione, si pente ecc. La persona che ha compassione, si pente ecc. è invece espressa in accusativo.
```
Me 
meorum factorum atque consiliorum
 [...] numquam paenitebit
```

(Cic. Cat. 4, 20)
```
Io non mi pentirò mai 
delle mie azioni e delle mie decisioni
```

#### Sintassi dei casi: Dativo
Esistono diversi tipi di dativi: dativo d'agente, di effetto, di termine, di possesso, di relazione, di scopo, di vantaggio e svantaggio, etico ecc.
Dativo di agente. Si ha con la perifrastica passiva. Magistri vobis erunt eligendi = Voi dovrete scegliere i vostri maestri.
Il dativo d'agente, quando si incontra con un altro dativo, si deve indicare con a, ab + ablativo (regge verbi intransitivi). Ad esempio: A me tibi parendum est = Io devo ubbidire a te (secondo la regola: mihi tibi parendum est; ma sarebbe ambiguo).
Doppio dativo: dativo di vantaggio / svantaggio e dativo di effetto.
Haec verba sunt militibus auxilio
, "queste parole sono di aiuto ai soldati" 
(il primo dativo può essere di vantaggio o svantaggio mentre il secondo è un dativo d'effetto). Il doppio dativo si costruisce intorno al verbo essere (sum) e ha un soggetto e due dativi. Un altro esempio di dativo di effetto: Mihi mea filia maxime cordi est (Cicerone) = Mia figlia mi sta molto a cuore.
Un altro esempio di dativo di vantaggio:Non solum nobis divites esse volumus, sed liberis, propinquis, amicis (Cicerone) = Desideriamo essere ricchi non solo per noi, ma per i figli, per i parenti e per gli amici.
Dativo etico.
Il dativo etico indica la partecipazione affettiva di chi parla o scrive.
Quid tu mihi tristis es? (Pl.) Perché mi sei triste?. Quid mihi Celsus agit? (Orazio) = Che cosa mi fa di bello Celso?
Dativo di possesso.
Si unisce al verbo sum e indica la persona cui appartiene una cosa la quale costituisce il soggetto di sum. (In italiano si usa il verbo avere o possedere). P. Quinctio tenues opes erant (Cic.),  "P. Quinzio aveva pochi mezzi". Est homini cum deo similitudo (Cicerone) = L'uomo ha somiglianza con Dio.
Al dativo di possesso si ricollega la frase «Mihi nomen est», «mihi cognomen est», io ho nome, mi chiamo, ecc. Ei nomen est Alexandro (o Alexander) = Egli si chiama Alessandro.
Dativo di relazione (iudicantis).
Indica un'idea che è espressa dalla persona che parla o che scrive (valore soggettivo). Messana est prima Siciliae urbs venientibus ab Italiā; "Messina è la prima città della Sicilia per chi viene dall'Italia".["Venientibus" è dativo di relazione] .
Dativo di scopo.
Si ha il dativo di scopo con verbi accipĕre, ducĕre, habēre, tribuĕre, vertĕre, nel significato di «ascrivere, attribuire a»; dare «dare in»; mittĕre, «mandare in», venire, «venire in», ecc.
Ad esempio: Alteri id crimini dabis (Cicerone) = Per un altro considerai ciò come delitto.
Particolarità del dativo.
- Si trova il dativo di interesse con alcuni verbi, i quali però ammettono anche altre costruzioni, con significati diversi: caveo alicui (provvedo a uno)[46]; consulo alicui (mi consulto per uno)[47]; cupio alicui (sono ben disposto per uno); metuo alicui (temo per uno); peto aliquid ab aliquo (chiedo qualcosa per uno)[48]; provideo alicui (provvedo per uno); tempero alicui (ho riguardi per uno); vaco alicui (attendo a qualche cosa).
- Fido e confido hanno il dativo della persona, l'ablativo coi nomi di cosa; diffido invece vuole sempre il dativo (di persona e cosa). Irascor manca dei tempi del perfetto e si supplisce con succensui (perciò: iratus sum = sono adirato). Nubo significa propriamente «prendere il velo per..» e quindi «sposarsi»; per l'uomo dovrà invece dirsi uxōrem ducĕre. La frase «sono persuaso» nel senso «sono convinto che...» si traduce con mihi persuasum est o persuasum habeo (+ accusativo e infinito); nel senso di «vengo persuaso a...» si rende con mihi persuadetur ut + congiuntivo.
- Vogliono il dativo dell'oggetto indiretto i seguenti verbi che in italiano sono transitivi; oppure, se sono intransitivi, hanno un altro complemento. Essi sono: adversor (osteggio), auxilior (aiuto); benedico (dico bene di); blandior (accarezzo); faveo (favorisco); gratŭlor (mi congratulo con); ignosco (perdono); insidior (insidio); insulto (insulto); invĭdeo (invidio); irascor (mi adiro con); maledīco (dico male di); medeor (medico); minor e minĭtor (minaccio); obtrecto (contrasto); parco (risparmio); persuadeo (persuado); plaudo (applaudo); studeo (studio; mi applico a); suadeo (consiglio); subvĕnio (aiuto; soccorro); succenseo (mi sdegno con); succurro (soccorro); supplĭco (supplico). Parecchi di questi verbi ammettono la costruzione passiva ma in forma impersonale, collocando in dativo la persona (o la cosa) che in italiano fa da soggetto, se il verbo è transitivo; o da complemento indiretto, se il verbo italiano è intransitivo. Il verbo va in terza persona singolare. Ad esempio: Mulieres diis supplicavērunt = Le donne supplicarono gli dei. [Forma attiva].Diis a mulieribus supplicatum est = Gli dei furono supplicati dalle donne. [Forma passiva].

#### Sintassi dei casi: Accusativo
L'accusativo è il caso del complemento oggetto.
- Sono transitivi in latino, mentre in italiano reggono un complemento indiretto, i seguenti verbi: abdico (rinuncio a), deficio (vengo meno a), delecto (piaccio a), despero (dispero di..), effugio e subterfugio (sfuggo a..), iuvo, adiuvo (giovo a...), sequor (vado dietro a ...= seguo), ulciscor (mi vendico di..).
- Alcuni verbi di movimento, composti con preposizione, reggono l'accusativo e hanno la costruzione passiva: adire, circumire, circumvenire, inire, obsidēre, praeterire, transire, ecc.
- Verbi di sentimento che reggono l'accusativo: doleo (mi dolgo), fastidio (ho fastidio), fleo, lugeo, (piango), horreo (ho orrore), maereo (mi affliggo), rideo (mi rido di), queror, cònqueror, lamentor (mi lamento di).
- Verbi di stato o percezione fisica con l'accusativo: oleo, redoleo (puzzo), sapio, resipio (ho sapore), sitio (ho sete), ecc.
- Espressioni con l'accusativo dell'oggetto interno: sominiare somnium, vivĕre vitam, pugnare pugnam.
- Verbi con doppio accusativo: doceo (insegno), edoceo (insegno bene), dedoceo (faccio disimparare), all'attivo reggono l'accusativo della persona cui si insegna e della cosa che è insegnata. Ad esempio: "Dionysius litteras puerulos Corinthi docuit" = Dionisio insegnò in Corinto le lettere ai ragazzi.[Valerio Massimo].[50][51]. Il verbo celo (nascondo) si costruisce all'attivo con l'accusativo della persona e con de + ablativo della cosa.
- I verbi oro e rogo (prego, chiedo) reggono lˈaccusativo della persona che si prega o quello della cosa; hanno invece il doppio accusativo quando la cosa è un pronome neutro. Il verbo interrogo (chiedo, interrogo) si costruisce con l'accusativo della persona e con de + ablativo della cosa chiesta; ma se questa è espressa dal neutro di un pronome, si pone in accusativo (di relazione).
- I verbi posco, chiedo; reposco (richiedo), e flagito (chiedo con insistenza), possono reggere o il doppio accusativo (persona e cosa), oppure lˈaccusativo della cosa e lˈablativo con a, ab, della persona. I verbi postulo (esigo) e peto (chiedo per avere), si costruiscono con l'accusativo della cosa e con a, ab e l'ablativo della persona.[52]
- L'accusativo di relazione è un caso particolare dell'uso dell'accusativo. L'accusativo avverbiale è costituito da locuzioni in accusativo non rette né da preposizioni né da avverbi: partem (in gran parte); id genus (di questo genere); id aetatis (di tale età); id temporis ( in quell'ora); nihil (in nulla, per nulla); maximum, minimum (al massimo, al minimo); plerumque (per lo più).
- Il complemento di esclamazione si pone in accusativo semplice oppure preceduto dalle interiezioni o, heu, pro. Ad esempio: Heu me miserum! (= ah, e infelice!).[53]

##### Costruzione dei verbi impersonali
Si costruiscono con l'accusativo due gruppi di verbi impersonali: 
- I verbi assolutamente impersonali i quali non hanno il soggetto espresso e ammettono solo la terza persona;
- I verbi relativamente impersonali i quali se impersonali possono avere un soggetto che non sia di persona e ammettono anche la terza persona.

I verbi assolutamente impersonali sono 5: 
- piget, piguit o pigitum est, pigere = provare rincrescimento
- pudet, puduit o puditum est, pudere = vergognarsi
- paenitet, paenituit, paenitere = pentirsi
- taedet, pertaesum est, taedere = annoiarsi
- miseret, miseruit o miseritum est, miserere = aver compassione

Con l'accusativo questi verbi costruiscono la persona che prova il sentimento mentre la cosa che determina il sentimento è espressa in genitivo.

#### Sintassi dei casi: Ablativo

##### Ablativo assoluto
L'ablativo assoluto è un costrutto nominale latino che comprende di solito un nome e un verbo, con la parola latina declinata in caso ablativo concordata con un participio (di qualsiasi verbo) anche quest'ultimo declinato all'ablativo. Il participio viene usato come verbo della proposizione e il nome prende la funzione lessicale di soggetto.

#### Sintassi dei casi: Determinazioni di luogo
Per quanto riguarda le determinazioni di luogo abbiamo quattro elementi: 
1. il complemento di stato in luogo;
2. il complemento di moto a luogo;
3. il complemento di moto da luogo;
4. il complemento di moto per luogo;

##### Stato in luogo
Il complemento di stato in luogo indica il luogo, reale o figurato, all'interno del quale ci si trova. Esso viene solitamente espresso dal caso ablativo preceduto da in. Quando è rappresentato da un nome proprio (di città o piccola isola) abbiamo vari casi:
- caso locativo = il nome proprio è singolare o appartiene alla 1ª o alla 2ª declinazione
- ablativo semplice = il nome proprio è plurale o appartiene ad altre declinazioni.

##### Moto a luogo
Accompagna verbi che esprimono movimento e indica la destinazione di tale movimento. Nella forma base è espresso dall'accusativo preceduto dalle preposizioni in o ad (quest'ultima indica l'avvicinamento ad un luogo). Qualora l'indicazione di luogo sia data da un nome proprio di città o piccola isola si esprime con l'accusativo semplice.

##### Moto da luogo
Anch'esso accompagna verbi di movimento e ne indica la provenienza. Si esprime con l'ablativo preceduto dalle preposizioni a/ab, e/ex, de (quest'ultima in caso di moto discendente). Anche qui se il complemento è dato da nome proprio non si usa la preposizione.

##### Moto per luogo
Indica il luogo attraverso il quale si compie il movimento espresso dal verbo. La forma base è data dall'accusativo preceduto dalla preposizione per. Quando il complemento è espresso da un nome comune che indichi passaggio obbligato come ponte, via, strada o simili si ha di solito l'ablativo semplice con valore strumentale.
Si osservi che i nomi comuni domus (casa) e rus (campagna) si comportano come i nomi propri:
- stato in luogo: domi, ruri (locativo)
- moto a luogo: domum (plurale domos), rus
- moto da luogo: domo, rure

Si ricordano infine i complementi di stato in luogo espressi dal locativo humi (per terra) e domi militiaeque (in pace e in guerra).

#### Sintassi dei casi: Determinazioni di tempo
Le determinazioni di tempo si suddividono in due gruppi principali: complementi di tempo determinato (quando?) e complementi di tempo continuato (per quanto tempo?).
- Complementi di tempo determinato: sono espressi in latino dall'ablativo semplice; quando comprendono l'indicazione di anteriorità o posteriorità si esprimono con le preposizioni ante e post seguite dal caso accusativo.
- Complementi di tempo continuato: sono espressi dall'accusativo semplice o preceduto dalla preposizione per.

#### Uso particolare di nomi, aggettivi, verbi con l'ablativo
Si espongono qui casi di uso particolare dell'ablativo.
- I verbi e gli aggettivi che esprimono abbondanza e privazione vogliono l'ablativo della cosa di cui si abbonda o si è privi. Si ricordano: abundo (abbondo); affluo (sono ben fornito); careo (manco); compleo (riempio); cumulo (colmo); egeo (ho bisogno di); fraudo (derubo); impleo (riempio); indigeo (ho bisogno); orbo (privo); privo (privo); repleo (riempio); spolio (spoglio); affluens (sovrabbondante); expers (privo); instructus (fornito); locŭples e dives (ricco); nudus (spoglio); onustus (carico); orbus (privo); plenus (pieno); praedĭtus (fornito); refertus (pieno zeppo); replētus (pieno); uber (fertile); vacuus (vuoto).
- Vogliono l'ablativo semplice i verbi e gli aggettivi che esprimono un sentimento dell'animo o uno stato fisico. Si ricordano: angi (affliggersi); confidĕre (confidare); fidĕre (fidarsi); delectari (compiacersi); dolēre (dolersi); exsultare (esultare); gaudēre (godere); gloriari (vantarsi); laborare (soffrire)[56]; laetari (rallegrarsi); maerēre (affliggersi); queri (lamentarsi); se iactare (vantarsi); aeger (ammalato); anxius (preoccupato); contentus (contento); fessus (stanco); fretus (fidente); laetus (lieto); maestus (mesto); sollicitus (inquieto); superbus (superbo); ecc.
- Il verbo opus est (bisogna, occorre) si costruisce:

a) impersonalmente, collocando la persona che ha bisogno in  dativo  e la cosa, di cui si ha bisogno, in ablativo, mentre il verbo sum prende la terza persona singolare. Questa è la forma preferita dai buoni scrittori ed è obbligatoria in proposizione negativa o interrogativa retorica (cioè di senso negativo). Ad esempio: Magis ingenio quam libris opus est vobis = voi avete più bisogno d'ingegno che di libri. Quid opus fuit vi? quid armatis hominibus? (Cicerone) = Che bisogno c'era della violenza e di uomini armati? (Risposta: non ce n'era bisogno).
b) personalmente, quando la cosa è espressa mediante il neutro di un pronome o di un aggettivo: in tal caso la persona si colloca in dativo, la cosa diventa soggetto e con questo si accorda il verbo sum, mentre opus resta, come sempre, invariato. Ad esempio: Multa mihi opus sunt = io ho bisogno di molte cose. Quae ad bellum opus sunt senatus decrevit (Livio) = Il senato stabilì quello che era necessario alla guerra.
- Molti complementi in latino vanno in ablativo semplice o ablativo con preposizione: stato in luogo, mezzo, causa, modo, limitazione, compagnia, esclusione, argomento, agente, paragone, separazione, misura, origine.

#### Sintassi del verbo
Il verbo è una parola coniugabile, che presenta indicatori di genere, diatesi, persona, numero, modi e tempi.

Il genere, come nella lingua italiana, è transitivo o intransitivo. È intransitivo il verbo che non ha oggetto diretto, o perché non può averlo, o perché esso è sottinteso, o perché il verbo è usato in forma "assoluta".

La diatesi può essere attiva, passiva, media (forma uguale alla passiva, significato riflessivo o reciproco); uno sviluppo della diatesi media è la deponente, in cui rimane la forma passiva con un significato attivo.

La persona e il numero sono in tutto corrispondenti all'italiano (prima, seconda, terza singolare e plurale).

I modi si distinguono in finiti e non finiti (o infiniti).

##### Modi finiti
Si definiscono modi "finiti" quelli che sono determinati nel numero e nella persona, ovvero indicativo, congiuntivo, imperativo. Vi è dunque una forte somiglianza col sistema dei modi in italiano; manca però il condizionale.

###### Indicativo
Molto usato nelle proposizioni indipendenti, esprime una asserzione, una enunciazione, una descrizione. Viene perciò definito come modo tipico dell'obiettività, contrapposto al congiuntivo, modo della soggettività. Si incontra l'indicativo anche in proposizioni subordinate, come le causali introdotte da quia, le temporali con cum, le completive-dichiarative con quod.

###### Congiuntivo
Nelle proposizioni indipendenti indica varie modalità del rapporto tra predicato e soggetto (volitiva, potenziale, dubitativa ecc.) che conferiscono un'impronta soggettiva all'enunciato. È poi il modo più usato nelle proposizioni subordinate.

###### Imperativo
È il modo tipico col quale si esprime un comando. Nel tempo presente ha solo la seconda persona singolare e plurale, mentre nel futuro ha anche la terza persona singolare e plurale. L'imperativo futuro esprime comandi di cui l'esecuzione non è da svolgersi subito e azioni non abituali, si incontra soprattutto in espressioni formulari, di carattere giuridico o religioso. Si usa al posto dell'imperativo presente con alcuni verbi: scito (sappi), habeto (tieni per fermo), memento (ricorda).

Nella forma negativa è raro ed arcaico l'uso di ne + imperativo presente. Si usa invece ne + congiuntivo o, più spesso e più familiarmente, noli/nolite + infinito.

##### Modi non finiti
Sono i modi verbali che non recano determinazione di numero e di persona. Sono chiamati anche "nomi verbali" perché di origine e natura nominale.

###### Gerundio
È un nome verbale. Ha la funzione di fornire i casi obliqui (o indiretti) per i quali non si usa l'infinito sostantivato. Nel caso accusativo preceduto dalla preposizione ad costituisce una forma implicita di proposizione finale.

###### Gerundivo
È un aggettivo verbale. Si può trovare in funzione attributiva es. puella laudanda: la fanciulla da lodare.
È usato nel costrutto della perifrastica passiva per esprimere un'azione necessaria es. puella laudanda est: bisogna lodare la fanciulla. Può essere usato in funzione predicativa es. suscepi agrum colendum: ho iniziato a coltivare il campo. Si trova spesso nel costrutto del gerundivo al posto del gerundio.

### Sintassi della frase complessa (analisi del periodo)
La lingua latina ha una struttura sintattica molto articolata, nella quale i rapporti logici trovano puntuale espressione. Si osserva una forte corrispondenza tra la frase complessa e il periodo complesso: se nella frase (proposizione) gli elementi logici sono espressi dai complementi diretti e indiretti, nel periodo i medesimi elementi sono rappresentati da frasi complementari (a loro volta dirette o indirette)
Nei periodi complessi, ovvero costituiti da più proposizioni che sono legate da rapporti di subordinazione e non di coordinazione, la lingua latina esprime in forma generalmente univoca sia la funzione (mediante ciò che nella grammatica tradizionale si definisce proposizione causale, finale, ecc.), sia i rapporti temporali tra una proposizione e la sovraordinata secondo la consecutio temporum, sia la prospettiva dell'enunciato, che può essere soggettiva o oggettiva.

#### Sintassi della frase latina eConsecutio temporum
La lingua latina è una lingua molto flessibile in cui la funzione sintattica di una parola non dipende dalla sua posizione, essendo espressa dalle terminazioni della parola stessa; generalmente l'ordine è: gruppo del soggetto, gruppo dell'oggetto (specificazioni del verbo), verbo (sinteticamente SOV) ma grazie alla flessione nominale di cui questa lingua è dotata, è permessa molta libertà. Si considerino gli esempi: 
| - Marcus amat Tulliam, - Marcus Tulliam amat, - Tulliam Marcus amat, - Tulliam amat Marcus, - Amat Marcus Tulliam, - Amat Tulliam Marcus | tutti significano "Marco ama Tullia." |

Un'altra caratteristica della lingua latina è la preminenza di espressioni concrete, questo in netto contrasto con la lingua greca molto più duttile ed icastica. Una frase del tipo:  "Credo nell'esistenza di Dio" in latino diverrebbe "credo Deum esse", che letteralmente significa: "Credo che Dio sia" o "Credo che Dio è".

##### Consecutio temporum
Uno tra i meccanismi più peculiari della lingua latina è la consecutio temporum (correlazione dei tempi), ereditata con minor rigidità dall'italiano.
Questa struttura definisce il rapporto tra i tempi dei verbi nella subordinazione delle frasi di un periodo rispetto alle sovraordinate per esprimere i seguenti rapporti di relatività:
- contemporaneità
- anteriorità
- posteriorità

|                   | contemporaneità        | anteriorità                 | posteriorità                                                 |
| ----------------- | ---------------------- | --------------------------- | ------------------------------------------------------------ |
| reggente presente | Congiuntivo presente   | Congiuntivo perfetto        | Perifrastica attiva + sim, sis, sit (cong. presente)         |
| reggente storica  | Congiuntivo imperfetto | Congiuntivo piuccheperfetto | Perifrastica attiva + essem, esses, esset (cong. imperfetto) |

Esempi:
| Ignoro quid agas            | Non so cosa tu stia facendo      |
| Ignoro quid egeris          | Non so cosa tu abbia fatto       |
| Ignoro quid acturus sis     | Non so cosa farai                |
| Ignoravi quid ageres        | Non seppi cosa tu stessi facendo |
| Ignoravi quid egisses       | Non seppi cosa tu avessi fatto   |
| Ignoravi quid acturus esses | Non seppi cosa avresti fatto     |

Si può notare come in italiano vi sia corrispondenza nei tempi del congiuntivo eccetto per il rapporto di posteriorità che l'italiano esprime diversamente.
La consecutio temporum vale anche per le subordinate infinitive, che in italiano si definiscono oggettive e soggettive. I tempi dell'infinito saranno dunque:
| contemporaneità   | anteriorità      | posteriorità    |
| ----------------- | ---------------- | --------------- |
| Infinito presente | Infinito passato | Infinito futuro |

Esempi:
| Puto te bonum esse      | Penso che tu sia buono           |
| Putabam te bonum esse   | Pensavo che tu fossi buono       |
| Puto te bonum fuisse    | Penso che tu sia stato buono     |
| Putabam te bonum fuisse | Pensavo che tu fossi stato buono |

Consecutio temporum delle subordinate di grado superiore al 1º
La consecutio temporum in latino agisce anche per le subordinate di grado superiore al 1º, ma in questo caso presenta delle regole specifiche leggermente differenti da quelle che valgono per le subordinate di 1º grado analizzate in precedenza. Innanzitutto le subordinate di grado superiore al 1º, come si può ben dedurre, non dipendono dal verbo della proposizione reggente del periodo, ma dalla subordinata di 1º grado; di conseguenza si troverà in dipendenza da tempi quali il congiuntivo e l'infinito (più raramente l'indicativo).
- Se la subordinata di 2º grado si trova in dipendenza di un verbo all'indicativo o al congiuntivo segue le medesime regole di consecutio di una subordinata di 1º grado. Vediamo qualche esempio:
  - Nescio quod feceris ut mater tua valeret. (Non so cosa tu abbia fatto affinché tua madre stesse bene.)

In questo periodo l'imperfetto congiuntivo valeret della proposizione finale subordinata di 2º grado, dipende dal congiuntivo perfetto feceris,  retto a sua volta dal verbo della principale nescio. La subordinata di 2º grado non ha alcun legame di consecutio con la principale.
- - Canes aluntur in Capitolio, ut significent si fures venerint.[58]  (Si mantengono cani sul Campidoglio perché diano il segnale, se si siano avvicinati dei ladri). Anche in questo caso il verbo della subordinata di 2º grado (venerint) dipende da quello della reggente di 1º grado (significent) e non da quello della principale (aluntur).
- Se la subordinata di 2º grado dipende da un infinito, il suo tempo si regola secondo quanto segue:
  - se l'infinito è presente o futuro, il suo tempo si regola sul tempo della principale e non della subordinata di 1º grado
  - se l'infinito è perfetto, il suo tempo segue la consecutio dei tempi storici come di consueto

Vediamo due esempi esplicativi:
- - Cupio scire quid agas.[58] (Voglio sapere che cosa fai)

Il congiuntivo presente agas della subordinata di 2º grado dipende dal verbo della principale cupio.
- - Puto te impetravisse omnia quae cuperes. (Credo che tu abbia ottenuto tutto ciò che volevi.)

Il congiuntivo imperfetto cuperes della subordinata di 2º grado dipende dall'infinito perfetto impetravisse della reggente di 1º grado.